# Марс (планета)
Марс — четверта планета Сонячної системи за відстанню від Сонця. Спостерігався з античних часів, оскільки є одним із найяскравіших об'єктів на небі та видимий неозброєним оком. Названий на честь Марса — давньоримського бога війни. Іноді Марс називають «червоною планетою» через червонуватий колір поверхні, який є наслідком наявності великої кількості мінералу маггеміту.
Це планета земної групи з розрідженою атмосферою. Марс невеликий порівняно з іншими планетами Сонячної системи, посідає сьоме місце за розміром і масою, перевершуючи лише Меркурій (на приблизно 40 % за розміром і майже вдвічі — за масою). Водночас, Земля перевершує Марс за розмірами в приблизно 2 рази, а за масою — у майже 10 разів. Загальна площа поверхні Марса приблизно дорівнює всій площі земної суші, тобто становить близько 30 % загальної площі поверхні Землі. Поверхнева гравітація майже втричі менша за земну, прискорення вільного падіння на поверхні становить приблизно 3,72 м/с². У планети є два супутники — Фобос і Деймос, названі на честь дітей Ареса й Афродіти (Марса й Венери в римській міфології).
Рельєф поверхні Марса дуже різноманітний: кам'янисті рівнини, численні кратери, гори, згаслі вулкани (серед них найвища вершина Сонячної системи, гора Олімп), рифтоподібні системи каньйонів (зокрема долини Марінера) та полярні шапки з льоду. У розрідженій атмосфері іноді виникають пилові бурі, а також можуть утворюватися короткотривалі пилові вихори, подібні до земних. На поверхні Марса є численні сліди, що свідчать про наявність у далекому минулому значних запасів рідкої води. Вчені також припускають, що в минулому на Марсі могло існувати життя (принаймні на рівні мікроорганізмів), однак переконливих доказів не знайдено.
Марс є одним з найбільш досліджених космічних об'єктів: із 1960 року до нього було відправлено 50 безпілотних місій, а на його поверхні перебуває 6 марсоходів, з яких 2 — «К'юріосіті» й «Персеверанс» — залишаються активними станом на 2025 рік. Також існують плани запуску пілотованих місій.

## Дослідження

### Античні спостереження
Стародавні шумери називали Марса Нергалом, богом війни та чуми. У шумерські часи Нергал був незначним другорядним божеством, але пізніше його головним культовим центром стало місто Ніневія. У месопотамських текстах Марс згадується як «зоря суду над долею мертвих». Існування Марса як об'єкта, що блукає на нічному небі також було зафіксовано стародавніми єгипетськими астрономами, і вже до 1534 року до н. е. вони знали про ретроградний рух планети. За часів Нововавилонського царства вавилонські астрономи регулярно записували положення планет і систематично спостерігали за закономірностями їхнього руху. Щодо Марса, вони знали, що планета здійснює 37 синодичних періодів, або 42 оберти по зодіаку, кожні 79 років. Вавилоняни винайшли арифметичні методи для внесення незначних корекцій у передбачені позиції планет. У Стародавній Греції планету також називали Πυρόεις, на честь бога блукаючої зорі, що ототожнювалась з Марсом. Більш звичною грецькою назвою для планети, яку зараз називають Марсом, був Арес. Саме римляни назвали планету Марсом на честь свого бога війни, якого часто зображували зі щитом і мечем, котрі символізують цю планету.
У IV столітті до н. е. Арістотель зауважив, що Марс зникає за Місяцем під час покриття, що вказувало на те, що планета знаходиться далі від Землі. Птолемей намагався розв'язати задачу, пов'язану з орбітальним рухом Марса. Його модель і вся сукупність астрономічних праць були представлені у багатотомній збірці, пізніше відомій як «Альмагест» (від арабського слова «найбільший»), яка стала авторитетним трактатом із західної астрономії на наступні чотирнадцять століть. Література зі Стародавнього Китаю підтверджує, що Марс був відомий китайським астрономам щонайменше в IV столітті до нашої ери. У східноазійських культурах Марс традиційно називають «вогняною зорею» за системою У-сін.

### Наземні спостереження

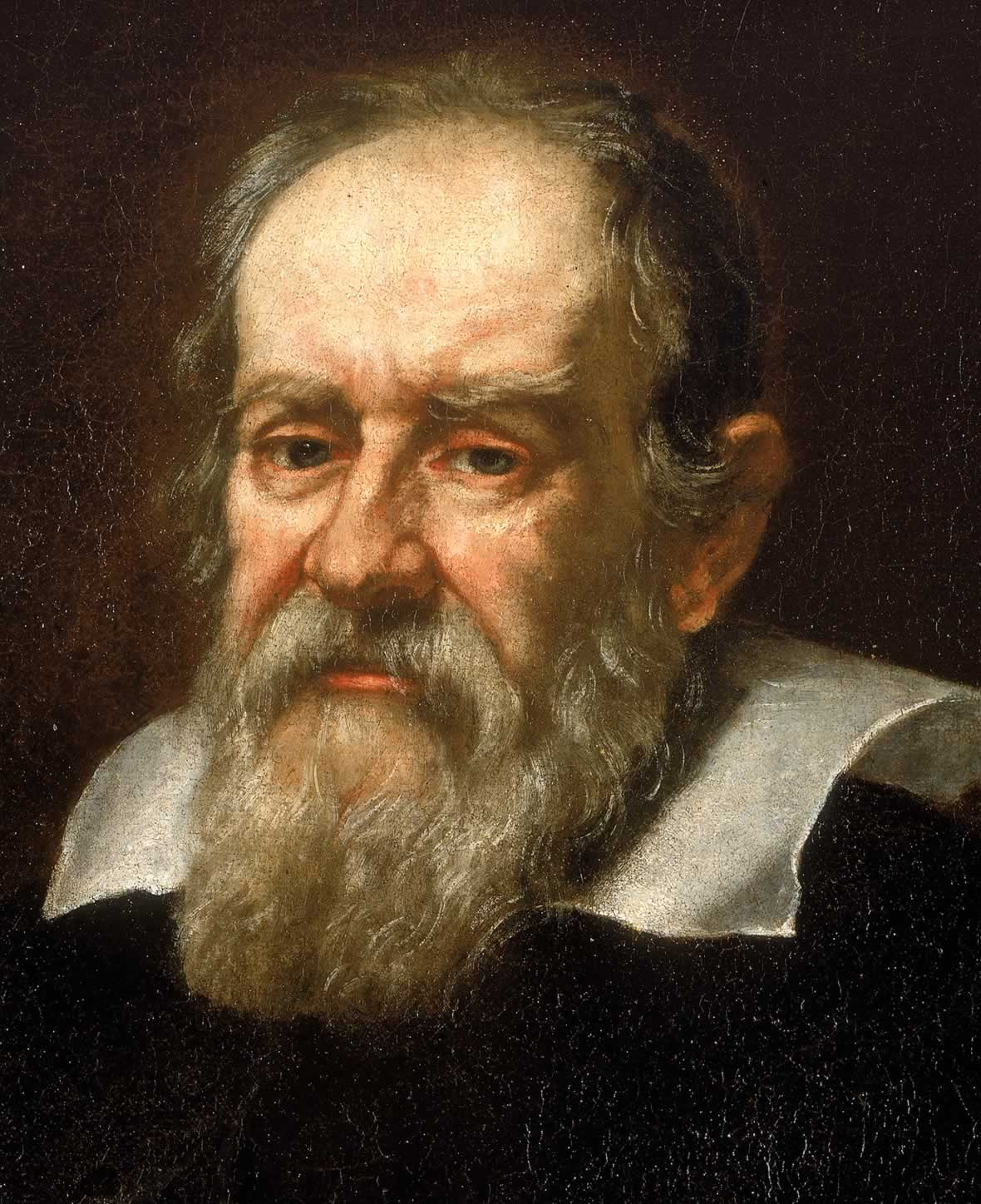
Галілео Галілей першим побачив Марс у телескоп.

1610 року італійський астроном Галілео Галілей вперше спостерігав Марс за допомогою телескопа.
Першу мапу Марса, що містила зображення поверхневих деталей планети, створив нідерландський астроном Християн Гюйгенс. У XVI столітті нашої ери Тихо Браге виміряв геоцентричний паралакс Марса, що дозволило Йоганну Кеплеру виконати попередній розрахунок відносної відстані до планети. На основі спостережень Браге Кеплер дійшов висновку, що Марс обертається навколо сонця не по колу, а по еліпсу. Крім того, Кеплер встановив, що Марс прискорюється, наближаючись до Сонця, і сповільнюється, віддаляючись від нього, що пізніше фізики пояснили як наслідок збереження кутового моменту.
З появою телескопа геоцентричний паралакс Марса знову почали вимірювати з метою визначення відстані між Сонцем і Землею. 1672 року Джованні Доменіко Кассіні, ставши першим директором Паризької обсерваторії, досліджував масштаб Сонячної системи, вимірюючи добовий паралакс Марса. Під час його перигелійної опозиції Марс перебував у максимальному зближенні із Землею. Кассіні та Жан Пікар спостерігали Марс у Парижі, а Жан Ріше — в Каєнні, що у Французькій Гвіані. Попри обмежену точність інструментів, отримане значення відхилялося від правильного менше, ніж на 10 %.

1777 року Вільгельм Гершель розпочав спостереження Марса, зокрема його полярних шапок. У 1781 році він зауважив, що південна шапка виглядала «надзвичайно великою», що приписував тому, що цей полюс був у темряві протягом останніх дванадцяти місяців. К 1784 року південна шапка виглядала значно меншою, що свідчило про те, що шапки змінюються в залежності від сезонів планети, і, отже, складаються з льоду.  Того ж року Гершель визначив період обертання Марса (24 години 39 хвилин 21 секунду) та нахил його осі (28,5°). Він припустив, що клімат на Марсі помірний і може бути схожим на земний.

Карта Марса 1962 року, на якій зображено канали, що звиваються крізь марсіанський ландшафт. У той час існування каналів все ще було дуже суперечливим, оскільки не було зроблено жодних знімків Марса великим планом (до прольоту Марінер-4 у 1965 році).

До XIX століття роздільна здатність телескопів досягла рівня, достатнього для ідентифікації деталей поверхні. 5 вересня 1877 року відбулася перигелійна опозиція Марса. Італійський астроном Джованні Скіапареллі використав 22-сантиметровий телескоп у Мілані для створення першої детальної карти Марса. На цих картах були зображені об'єкти, які він назвав canali, що, за винятком природних систем каньйонів Долин Марінера, пізніше виявилися оптичною ілюзією. Сезонні зміни на Марсі у поєднанні з «каналами» спричинили спекуляції щодо існування життя на планеті. Довгий час вважалося, що Марс має великі моря і рослинність. Однак із використанням потужніших телескопів існування «каналів» спростувалось.

Під впливом спостережень Марса астроном Персіваль Ловелл заснував обсерваторію, обладнану телескопами діаметром 30 і 45 сантиметрів. Обсерваторія використовувалася для дослідження Марса під час останньої сприятливої опозиції у 1894 році, а також у наступні менш сприятливі опозиції. Він опублікував кілька книг про Марс і життя на планеті, які мали значний вплив на громадськість. 

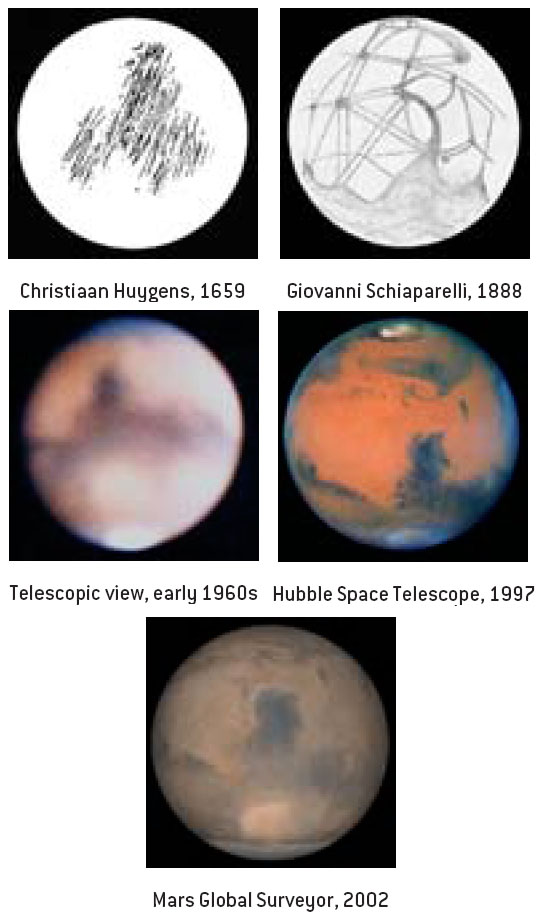
Зображення Марса з різним ступенем деталізації в різні роки.

### Дослідження космічними апаратами
Десятки автоматичних космічних апаратів, зокрема орбітальні зонди, спускні апарати та марсоходи, були відправлені на Марс Радянським Союзом, США, Європою, Індією, Об'єднаними Арабськими Еміратами та Китаєм для вивчення поверхні, клімату та геології планети. Першим апаратом, який відвідав Марс, став «Марінер-4» від NASA. Запущений 28 листопада 1964 року, він здійснив найближчий проліт планети 15 липня 1965 року. «Марінер-4» виявив слабкий радіаційний пояс Марса, потужність якого становила лише 0,1 % від земного. Завдяки цій місії Марс став першою планетою (після Землі), яка була сфотографована з космосу.
Коли космічні апарати вперше відвідали Марс під час місій «Марінер» НАСА у 1960-х і 1970-х роках, багато попередніх уявлень про планету зазнали краху. Після експериментів із пошуку життя на зондах «Вікінг» гіпотеза про відсутність складних форм життя на планеті стала загальноприйнятою. Дані «Марінер-9» і «Вікінг» дозволили створити детальніші карти Марса, а місія Mars Global Surveyor, запущена в 1996 році й активна до кінця 2006 року, забезпечила повні й надзвичайно детальні карти топографії, магнітного поля та мінерального складу поверхні. Ці карти доступні онлайн, зокрема на платформі Google Mars. Орбітальні апарати Mars Reconnaissance Orbiter і «Марс-експрес» продовжують дослідження за допомогою нових інструментів і підтримують роботу спускних модулів. НАСА також пропонує два онлайн-інструменти: Mars Trek, що надає візуалізацію планети на основі даних 50-річних досліджень, і Experience Curiosity, який моделює пересування Марсом у 3D-режимі за допомогою марсохода «К'юріосіті».

#### Космічні зонди

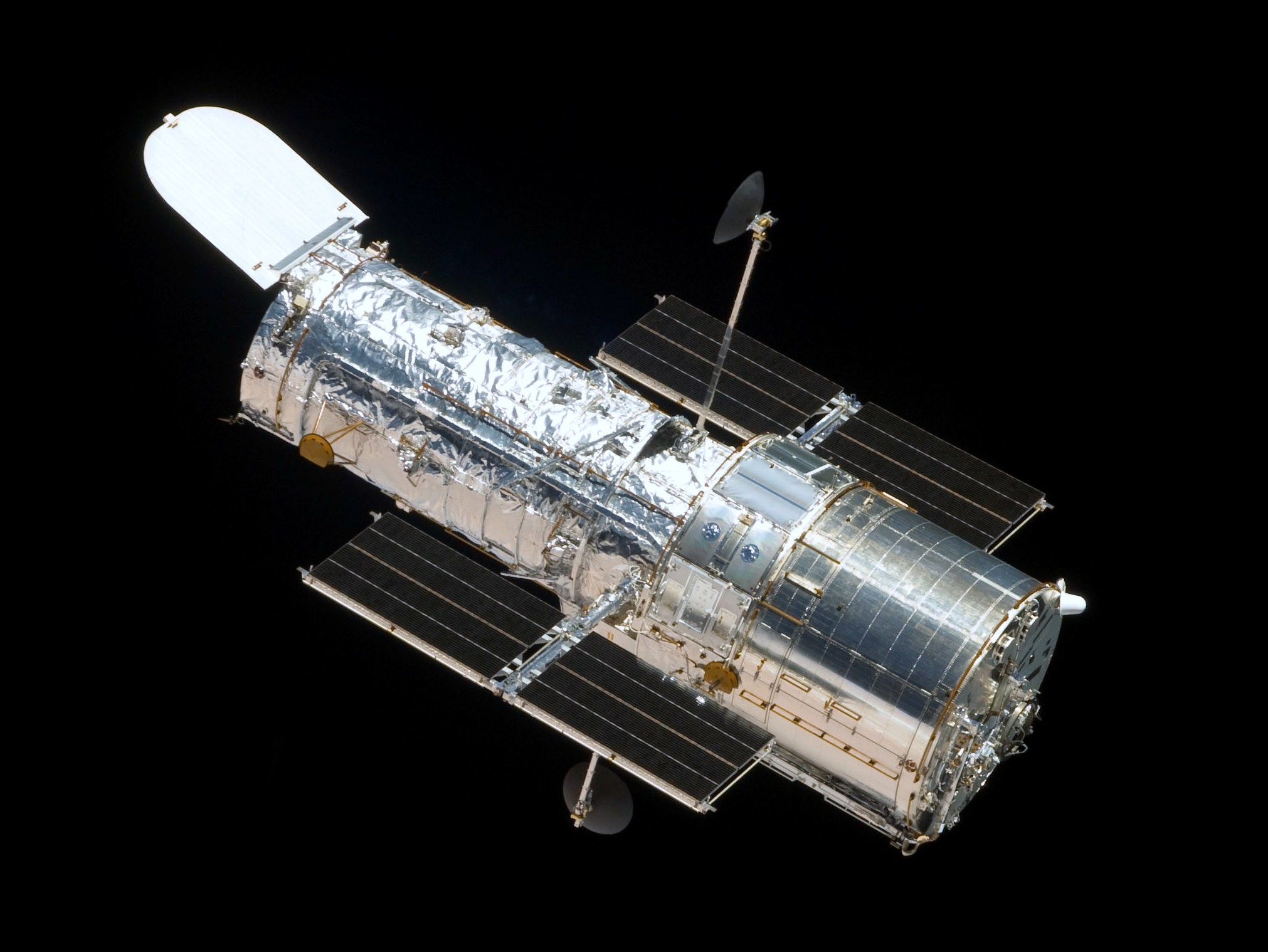
Космічний телескоп «Габбл»

З 1960-х років до Марса для детального вивчення планети з орбіти та фотографування поверхні було відправлено декілька автоматичних міжпланетних станцій (АМС). Крім того, тривало дистанційне зондування Марса із Землі у більшій частині електромагнітного спектра з допомогою наземних і орбітальних телескопів, наприклад, в інфрачервоному для визначення складу поверхні, в ультрафіолетовому та субміліметровому діапазонах — для дослідження складу атмосфери, у радіодіапазоні — для вимірювання швидкості вітру.
1964 року в США було здійснено перший вдалий запуск до Марса в рамках програми «Марінер». «Марінер-4» здійснив перше дослідження з прольотної траєкторії та зробив перші знімки поверхні. «Марінер-6» і «Марінер-7», запущені 1969 року, здійснили з прольотної траєкторії перше дослідження складу атмосфери з застосуванням спектроскопічних методик і визначення температури поверхні за вимірюваннями інфрачервоного випромінювання. 1971 року «Марінер-9» став першим штучним супутником Марса та здійснив перше картографування поверхні.
Наступна програма США — «Вікінг» — включала запуск 1975 року двох ідентичних космічних апаратів — «Вікінг-1» і «Вікінг-2», які виконали дослідження з навколомарсіанської орбіти і на поверхні Марса, зокрема пошук життя у пробах ґрунту. Кожен «Вікінг» складався з орбітальної станції — штучного супутника Марса — і спускного апарата з автоматичною марсіанською станцією. Автоматичні марсіанські станції «Вікінгів» — перші космічні апарати, які успішно працювали на поверхні Марса і передали фотографії з місця посадки. Життя не вдалося виявити.
Радянські дослідження Марса охоплювали програму «Марс», у рамках якої з 1962 по 1973 рік було запущено автоматичні міжпланетні станції чотирьох поколінь для дослідження планети Марс і навколопланетного простору. Перші АМС («Марс-1», «Зонд-2») досліджували також і міжпланетний простір. Космічні апарати четвертого покоління (серія М-71 — «Марс-2», «Марс-3», запущені 1971 року) складалися з орбітальної станції — штучного супутника Марса і спускного апарата з автоматичною марсіанською станцією, що комплектувалася марсоходом «ПрОП-М». Космічні апарати серії М-73С «Марс-4» і «Марс-5» повинні були вийти на орбіту навколо Марса та забезпечувати зв'язок з автоматичними марсіанськими станціями, які несли АМС серії М-73П «Марс-6» і «Марс-7»; ці чотири АМС було запущено 1973 року.
Через невдачі спускних апаратів головне технічне завдання всієї програми «Марс» — виконання досліджень на поверхні планети з допомогою автоматичної марсіанської станції — не була вирішена. У рамках програми була здійснена перша м'яка посадка спускного апарата на поверхню Марса («Марс-3», 2 грудня 1971 року) і перша спроба передачі зображення з поверхні.
СРСР здійснив також програму «Фобос» — дві автоматичні міжпланетні станції, призначені для дослідження Марса і його супутника Фобоса. Перша АМС «Фобос-1» була запущена 7 липня, а друга, «Фобос-2» — 12 липня 1988 року. Основна задача — доставка на поверхню Фобоса спускних апаратів (ПрОП-Ф і ДАС) для вивчення супутника Марса — залишилася невиконаною. Однак, незважаючи на втрату зв'язку з обома космічними апаратами, дослідження Марса, Фобоса та навколомарсіанського простору, виконані протягом 57 днів на етапі орбітального руху «Фобоса-2» навколо Марса, дали змогу отримати нові наукові результати про теплові характеристики Фобоса, плазмове оточення Марса, його взаємодію з сонячним вітром.
4 липня 1998 року був запущений орбітальний корабель Nozomi японського агентства аерокосмічних досліджень. Космічний корабель досяг Марса, попри те, що він не зміг вийти на орбіту в грудні 2003 року, він зібрав дані про міжпланетний простір.
В липні 2003 року ЄКА запустило місію «Марс-експрес». Завдяки цій місії було створено глобальні карти, що відстежують геологічну активність, вулканізму, воду та мінерали, досліджено атмосферу, підповерхневі шари, геологію, полярні регіони, вивчено супутники Марса. ЄКА запустило посадковий апарат під назвою «Бігль-2» 2 червня 2003 року. Посадковий апарат був втрачений після прибуття 25 грудня 2003 року, але орбітальний апарат завершив свою основну місію в листопаді 2005 року. Станом на початок 2022 року орбітальний апарат продовжує працювати в розширеній місії, повертаючи фотографії марсіанської геології. Програма ExoMars ЄКА, яка є спільною з Росією, запустила орбітальний апарат під назвою Trace Gas Orbiter (TGO) і демонстраційний посадковий модуль під назвою «Скіапареллі» в 2016 році. Хоча «Скіапареллі» розбився на поверхні Марса, TGO продовжує досліджувати склад марсіанської атмосфери.
7 березня 2001 року було запущено «Марс Одіссей», який прибув до планети 24 жовтня 2001 року. Апарат повернув більше мільйона зображень, склав карту глобального розподілу кількох елементів на Марсі та передав понад 95 % усіх даних з марсоходів «Спіріт» і «Оппортьюніті». 12 серпня 2005 року було запущено Mars Reconnaissance Orbiter NASA. Ця місія повернула більше даних, ніж усі попередні місії на Марс разом узяті, і на початку 2022 року продовжує надсилати дані високої роздільної здатності про особливості Марса та погодні умови. Він також передає на Землю дані марсіанських поверхневих місій. Ще один апарат НАСА, MAVEN (англ. Mars Atmosphere and Volatile EvolutionN) був запущений у листопаді 2013 року, вийшов на орбіту 21 вересня 2014 року та продовжує спостерігати за змінами в марсіанській атмосфері, щоб краще зрозуміти, чому вона зменшилася протягом мільярдів років. НАСА відправило посадковий модуль InSight 2018 року, щоб детально дослідити внутрішню структуру Марса та найранішу історію еволюції процесів, які сформували планету. 
Індійський космічний зонд «Мангальян» успішно вийшов на орбіту в 2014 році, щоб отримати зображення всієї планети, забезпечивши унікальну перспективу її погоди та особливостей поверхні. Однак 2022 року апарат втратив зв'язок із Землею. Місія Hope від Об’єднаних Арабських Еміратів, яка стартувала в лютому 2021 року, має на меті вивчити марсіанську погоду та шари атмосфери. У перший рік місії орбітальний апарат підтвердив існування дискретного полярного сяйва, дуже локалізованого атмосферного явища, і дослідив водяні хмари, які щодня ростуть і зменшуються.
Китайська місія «Тяньвень-1» включала посадковий модуль, марсохід і орбітальний апарат для різнобічного дослідження Марса. Він прибув на орбіту Марса в лютому 2021 року; деякі з запланованих робіт включають вивчення вмісту води в ґрунті та дослідження марсіанського клімату та навколишнього середовища. 
Станом на 2025 рік на Марсі працює вісім космічних зондів: «Марс Одіссей», «Марс-експрес», Mars Reconnaissance Orbiter, MAVEN, TGO, Hope і «Тяньвень-1».

#### Орбітальні телескопи
Для систематичного дослідження Марса були використані можливості космічного телескопа «Габбл», при цьому були отримані фотографії Марса з найвищою роздільністю зі зроблених на Землі. «Габбл» може робити зображення півкуль, що дає змогу промоделювати погодні системи. Наземні телескопи, оснащені ПЗЗ, можуть зробити фотографії Марса високої чіткості, що дає змогу в протистоянні регулярно виконувати моніторинг планетної погоди.
Рентгенівське випромінювання з Марса, вперше виявлене астрономами у 2001 році з допомогою космічної рентгенівської обсерваторії «Чандра», складається з двох компонентів. Перша складова пов'язана з розсіюванням у верхній атмосфері Марса рентгенівських променів Сонця, у той час як друга утворюється при взаємодії між іонами з обміном зарядами.

#### Марсоходи
У липні 1997 року у рамках програми Mars Pathfinder марсохід «Соджорнер» приземлився на Марс. Очікувалося, що посадковий модуль Mars Pathfinder пропрацює місяць, а «Соджорнер»— тиждень, але обидва продовжували працювати до вересня 1997 року, коли НАСА втратило зв’язок із Pathfinder. В ході місії вивчались атмосфера Марса, клімат, геологія та склад його гірських порід і ґрунту. 
Два марсоходи NASA, «Спіріт» і «Оппортьюніті», прибули на поверхню Марса 2004 року. Кожен виявив численні докази того, що на планеті раніше текла вода. Також аналіз поверхні Марса показав його складну геологічну історію та значні градації в хімії та морфології. «Спіріт» припинив роботу в піщаній дюні в березні 2010 року, тоді як «Оппортьюніті» продовжував працювати ще майже десять років. Згодом і цей апарат припинив роботу під час піщаної бурі влітку 2018 року, і НАСА оголосило про завершення місії на початку 2019 року.
«К'юріосіті» був запущений 2011 року в рамках місії Mars Science Laboratory НАСА . На початку своєї місії «К'юріосіті» знайшов хімічні та мінеральні докази минулих придатних для життя середовищ на Марсі. Він продовжує досліджувати геологію того часу, коли на ньому могло існувати мікробне життя. 18 лютого 2021 року марсохід під назвою «Персеверанс» успішно приземлився на Марс, щоб віднайти зразки із потенційними ознаками життя, хоча він також має обладнання для численних інших досліджень. «Персеверанс» зберігатиме найперспективніші зразки для майбутньої місії з повернення зразків, яка попередньо запланована на пізніший період десятиліття і залучить як НАСА, так і ЄКА. Разом з цим марсоходом також було відправлено перший міжпланетний вертоліт під назвою Ingenuity, який подолав пилову бурю та здійснив 19 польотів у новій місії, щоб забезпечувати розвідку місцевості для  «Персеверанса».
У перший рік місії «Тяньвень-1» китайське агентство висадило та розгорнуло марсохід «Чжужун», який став першим успішним неамериканським марсоходом.

Станом на 2025 рік Марс досліджують два марсоходи «К'юріосіті» і «Персеверанс». 

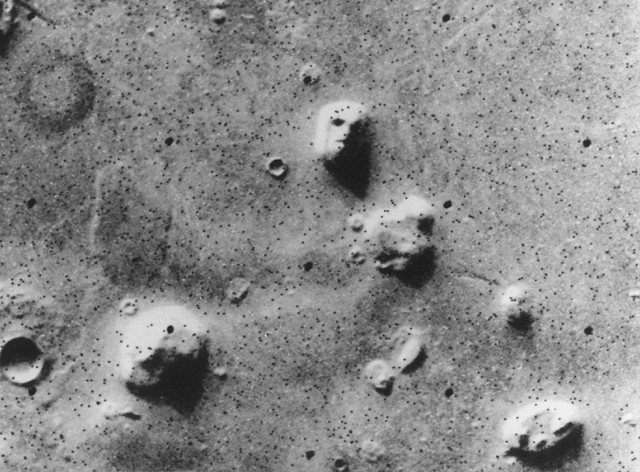
Фотографія району Кідонія, зроблена станцією «Вікінг-1» 1976 року.

### Майбутні місії
Протягом 20-го і 21-го століть було запропоновано декілька планів пілотованої місії на Марс, проте жоден із них не був реалізований. Акт про фінансування НАСА 2017 року зобов'язав агентство вивчити можливість відправлення космонавтів на Марс на початку 2030-х років; однак у підсумковому звіті було зроблено висновок, що це є нездійсненним. Крім того, у 2021 Китай планував відправити пілотовану місію на Марс в 2033. Приватні компанії, такі як SpaceX, також представили свої проекти з відправлення людей на Марс із кінцевою метою колонізації. Станом на 2024 рік SpaceX продовжує розробку ракети-носія Starship із метою колонізації Марса. Згідно з планами, оприлюдненими у квітні 2024 року, Ілон Маск уявляє початок колонії на Марсі протягом наступних двадцяти років. Це стане можливим завдяки серійному виробництву Starship, а на початковому етапі колонія підтримуватиметься постачанням із Землі та використанням місцевих ресурсів доти, доки не досягне повної самодостатності.
Крім пілотованих місій, заплановано також низку автоматичних дослідницьких програм:
- EscaPADE — космічний апарат НАСА для вивчення атмосфери Марса, запуск якого заплановано на 2025 рік[78].
- Марсохід «Розалінд Франклін», призначений для пошуку слідів минулого життя. Спочатку його планували запустити у 2018 році, але місія неодноразово відкладалася, і тепер старт очікується не раніше 2028 року[79][80][81]. 2024 року проєкт було перезапущено з додатковим фінансуванням[82].
- Спільна місія НАСА та ЄКА з повернення зразків марсіанського ґрунту, яка має стартувати у 2026 році[83][84].
- «Тяньвень-3(інші мови)» — китайська місія з повернення зразків, запуск якої запланований на 2028 рік[85].

У квітні 2024 року НАСА обрало кілька компаній для проведення досліджень щодо надання комерційних послуг, які сприятимуть подальшому розвитку роботизованим дослідженням на Марсі. Основні напрями включають створення телекомунікаційної інфраструктури, доставку корисного навантаження та зйомку поверхні планети.
Будь-яка майбутня пілотована місія на Марс, найімовірніше, відбудеться у найсприятливіший стартовий період, який настає кожні 26 місяців. Супутник Фобос був запропонований як точка закріплення для космічного ліфта. Окрім національних космічних агентств і приватних компаній існують організації, такі як Марсіанське товариство і Планетарне товариство, які виступають за відправлення людей на Марс.

## Фізичні характеристики
Діаметр Марса приблизно вдвічі менший за діаметр Землі, а площа поверхні лише трохи менша, ніж загальна площа суходолу Землі. Густина Марса менша за земну. Марс має близько 15 % об'єму Землі та 11 % маси Землі, що зумовлює поверхневу гравітацію близько 38 % від земної. Марс є єдиним відомим на сьогодні прикладом пустельної планети, планети земної групи з поверхнею, схожою на поверхню земних пустель. Червоно-помаранчевий вигляд марсіанської поверхні викликаний іржею. Інші поширені кольори поверхні включають золотистий, коричневий, коричневий і зеленуватий, залежно від присутніх мінералів.
Марсіанські породи представлені уламковими пористими породами і еоловими пісками. Густина марсіанських порід на піщаних рівнинах — 1—1,6 г/см³; на скелястих рівнинах — 1,8 г/см³ (для порівняння, на Місяці, відповідно: 1—1,3 г/см³ і 1,5—2,1 г/см³). Основні компоненти марсіанських порід — залізо (в деяких пробах — до 14 %), кальцій, алюміній, кремній, сірка. Є також стронцій, цирконій, рубідій, титан. Ґрунт Марса, згідно з наявними даними, представлений сумішшю силікатів і мінералів класу оксидів зі значним вмістом сульфатів (можливо, гідратованих). Сірка наявна в сульфатах. Велика кількість червоного пилу з діаметром часточок близько 1 мкм надає поверхні планети червонястого відтінку. Характерна особливість поверхні Марса — наявність кріосфери — льоду Н2О в полярних шапках і в ґрунті. Сучасні дані з марсіанських порід свідчать про існування на Марсі хімічно диференційованої кори, аналогічної земній корі. Марсохід «К'юріосіті» американського космічного агентства НАСА знайшов великі поклади кварцу в марсіанських гірських породах. Також «К'юріосіті» виявив на поверхні Марса мінерал тридиміт (SiO2), який, як правило, асоціюється з кремнієвим вулканізмом, відомим на Землі, але це перші ознаки цього явища на сусідній планеті.

## Орбіта та обертання

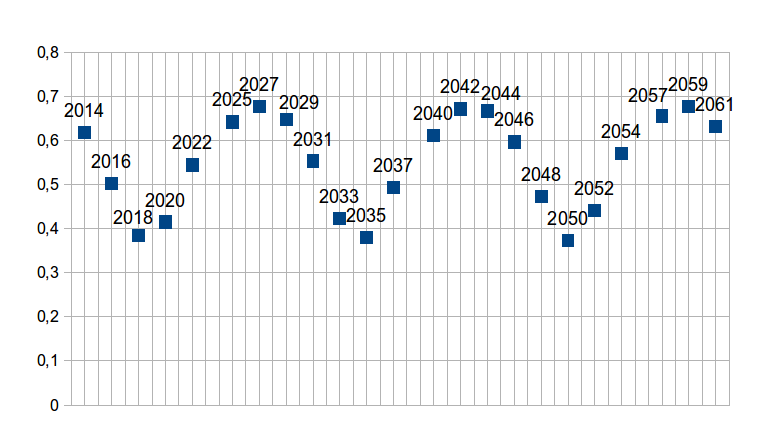
Відстань між Землею та Марсом (в а. о.) під час протистоянь 2014—2061 рр.

Радіус орбіти Марса приблизно становить 1,52 астрономічні одиниці. Орбіта є доволі витягнутою за мірками Сонячної системи, її ексцентриситет становить 0,093, що в 5,6 разів перевищує аналогічний показник для Землі і поступається лише Меркурію, ексцентриситет орбіти якого становить 0,205. В наслідок цього відстань між Марсом і Сонцем змінюється від приблизно 207 млн км у перигелії до 249 млн км в афелії.
Відстань при максимальному зближенні (протистоянні) Землі та Марса в середньому становить 78 млн км, однак під час великих протистоянь, тобто коли протистояння відбувається поблизу перигелію орбіти Марса, відстань може зменшуватися до 54,6 млн км. Максимальна відстань між планетами становить понад 400 мільйонів кілометрів. Оскільки радіус орбіти Марса більший за радіус орбіти Землі, то для марсіанського спостерігача наша планета є внутрішньою. Це, зокрема, робить можливим спостереження фаз Землі, подібних до фаз Венери та Меркурія, що і було знято космічним апаратом Mars Global Surveyor в 2003 році та Mars Reconnaissance Orbiter в 2007.
На Марсі, як і на Землі, є зміна пір року внаслідок нахилу осі обертання до площини орбіти. Пори року аналогічні до земних, однак їх тривалість помітно відрізняється від чверті марсіанського року, що спричинено значно більшим ексцентриситетом орбіти, ніж в Землі. Загальна ж тривалість всіх чотирьох сезонів майже вдвічі більша за тривалість земних, оскільки вона прямо пропорційна майже вдвічі довшому марсіанського року. Завдяки наявності атмосфери, зміна сезонів є помітною на поверхні Марса: наприклад, весною починається сезон пилових бур, які можуть покрити майже всю планету.
Один оберт Марса навколо своєї осі займає 24 години 39 хвилин 35 секунд, тобто лише на 2,7 % більше тривалості земної доби. 

## Внутрішня будова

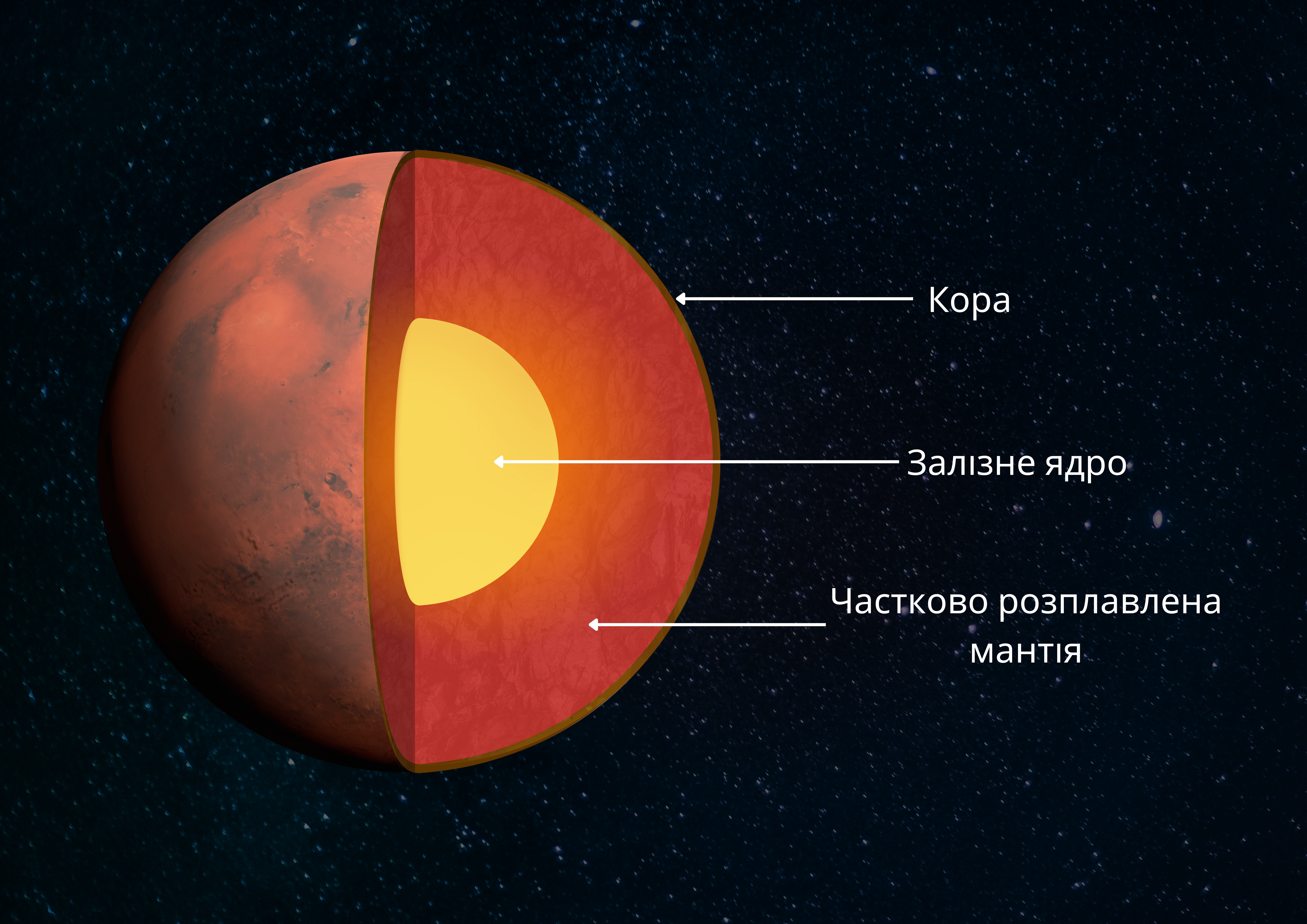
Схематичне зображення внутрішньої структури Марса

Дослідження сейсмічної активності, проведені апаратом InSight в 2018—2022 роках, дозволили зареєструвати понад 1300 марсотрусів та визначити деталі внутрішньої будови планети. Марс має розплавлене зовнішнє ядро, тверде внутрішнє ядро та частково розплавлену мантію. Серед інших виявлених порід переважають магматичні гірські породи.

### Ядро Марса
Ядро Марса є дуже великим відносно розміру планети. Радіус ядра, за даними місії Mars Pathfinder, становить від 1300 до 2000 кілометрів, а за даними апарата InSight — 1830 км, тобто понад половину радіусу планети. Для порівняння — внутрішнє ядро Землі має радіус 1220 км, що становить лише близько 20 % від її радіусу. За допомогою сейсмографа SEIS, встановленого на поверхні Марса, вдалося зібрати дані про марсотруси, що дозволило дослідникам зробити висновки про структуру ядра. Воно складається переважно з рідкого заліза з домішками нікелю та сірки, що знижує його густину порівняно з ядром Землі.

### Мантія
Мантія Марса складається з одного шару, що значно відрізняє її від подвійної мантії Землі, також вона простягається від ядра до кори, і, як і на Землі, вона складається з силікатів, що містять магній і залізо. Деякі дослідження вказують на те, що рання вулканічна активність на Марсі була інтенсивнішою, ніж тепер, і могла формувати гігантські вулкани, як, наприклад, Олімп. Товщина марсіанської мантії сягає приблизно 1560 км.

### Кора
Товщина кори становить 10—20 км. Вона може складатися з двох або навіть трьох шарів, містить в основному базальти і вулканічні породи, але є також докази наявності кремнеземистих порід, що свідчить про складніші геологічні процеси на ранніх етапах історії планети.

## Геологічна історія
Геологічну історію Марса можна розділити на кілька періодів за двома шкалами: в основі першої лежить підрахунок кратерів, а в основі другої — зміни в мінеральному складі порід. За підрахунком кратерів поділяють на донойський час (період формування планети) та три періоди: нойський, гесперійський та амазонський.
- Донойський час — від 4,5 до 3,8-4,1 мільярдів років тому – формування марсіанської дихотомії(інші мови), утворення рівнин Аргір та Ісіди[115]. В Донойський час Марс мав магнітне поле, наприкінці його з'явилися низовини північної полярної області.
- Нойський період — від 4,1 до 3,7 мільярдів років тому – поділений на три епохи (ранньонойську, середньонойську та пізньонойську). На початку періоду відбувалося інтенсивне астероїдне бомбардування; з'явилися басейни рівнин Еллада та Аргір. Пізніше розпочався ріст вулканічного нагір'я Тарсис. Інтенсивно формувалися річкові долини і більшість великих елементів рельєфу поверхні, припускається наявність великих озер та океанів з рідкою водою.
- Гесперійський період — від 3,7 до 3,0 мільярдів років тому – поділений на дві епохи Під час періоду відбувалось формування великих лавових полів, гори Олімп, формування морів та озер в північній півкулі[116], активне рифтоутворення[117]. Тривали вулканічні виверження (зокрема, на нагір'ї Елізій). З'явилися річкові русла, що впадають у рівнину Хриса[118].
- Амазонський період — від 3,0 мільярдів років тому до сьогодення – поділений на три епохи. На початку періоду — інтенсивне заповнення осадами північних низовин, а наприкінці — утворення шаруватих відкладень у полярних областях. Протягом більшої частини періоду тривали виверження вулканів Тарсис та Елізія[119]. Спостерігались аномалії магнітного поля[120], є сліди присутності води в рідкому стані впродовж певного часу[121].

За «мінеральною» шкалою, що базується на спостереженнях апарата Mars Express, історія Марса поділяється на 3 ери, які в англомовній літературі отримали назви Phyllocian, Theiikian та Siderikan:
1. Phyllocian — від 4,5 до 4,0 мільярдів років тому – формування філосилікатів у лужному середовищі в марсіанських породах за участі води.
2. Theiikian — від 4,0 до 3,5 мільярдів років тому – викиди в атмосферу великої кількості діоксиду сірки, одного з продуктів численних вулканічних вивержень.
3. Siderikan — від 3,5 мільярдів років тому до сьогодення – характеризується зменшенням кількості води, зниженням вулканічної активності та поступовим окисленням багатих на залізо гірських порід.

## Поверхня

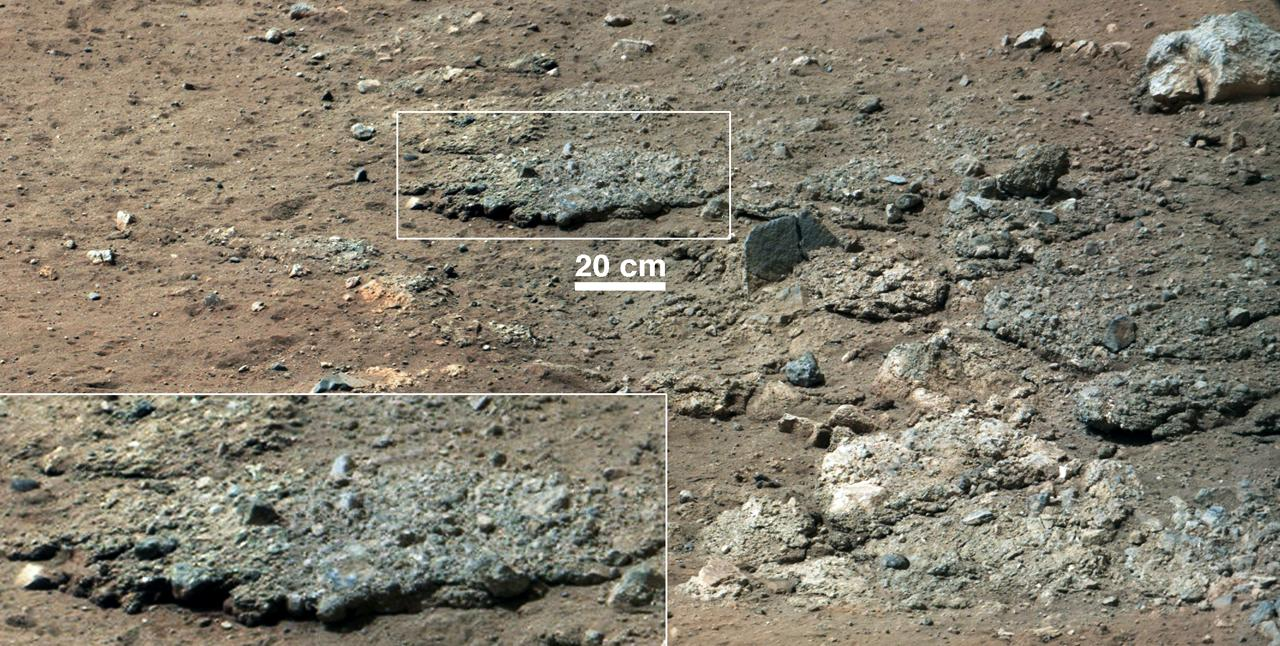
Гірське відслонення Голберн — частина давнього русла, Чітко простежується округла галька в конгломераті породи. 19 серпня 2012 р.

Марсіанський рельєф дуже різноманітний та нерівномірний, він складається з декількох десятків великих об'єктів, кожен з яких має розмір від сотень до тисяч кілометрів та безлічі дрібніших. Середня висота півкуль відрізняється на кілька кілометрів. Це явище відоме під назвою «марсіанська дихотімія». 

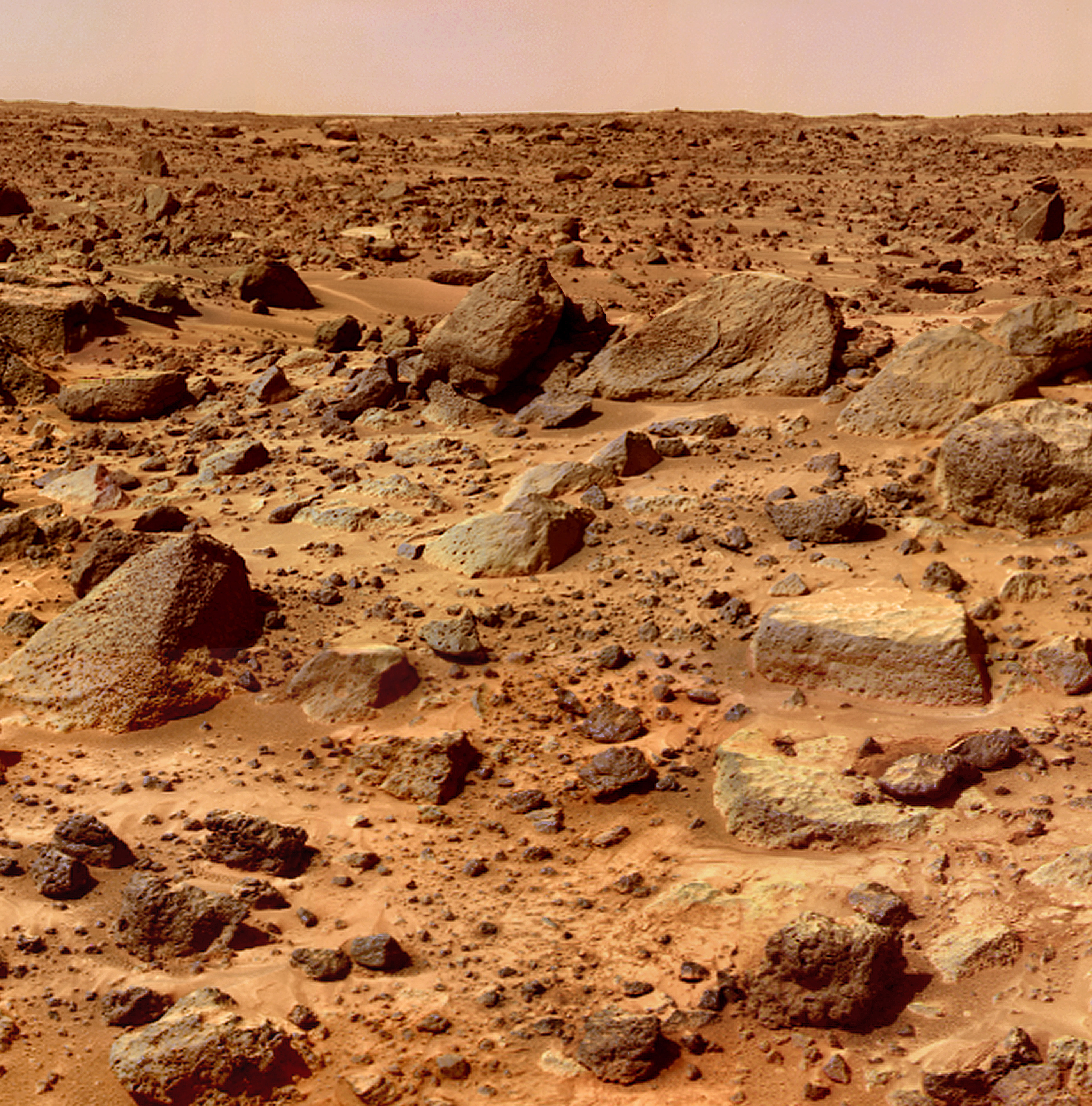
Устелена скелями поверхня Марса, сфотографована марсоходом Mars Pathfinder

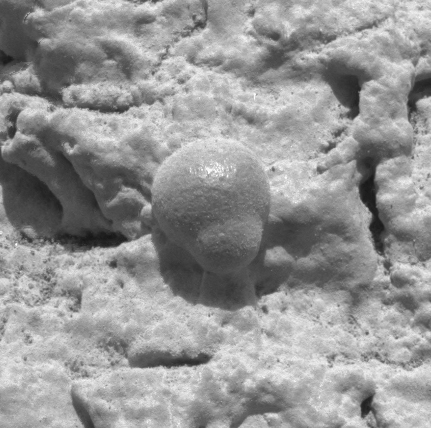
Геологічна область відслонення гірських порід на Меридіані-Планумі на Марсі, яку назвали «Ель-Капітан».

Поверхні Марса притаманний хаотичний рельєф. Марсіанський хаос характеризується регіонами перемішаних деталей рельєфу, розділених глибокими каньйонами, які утворюють мережу полігональних розломів. Регіони хаосу знаходяться в глибоких басейнах, діаметр яких становить десятки чи сотні кілометрів. Ландшафт хаосу поширений по всій планеті, він особливо зосереджений у регіоні Фарсіс в Долинах Марінера.

### Найбільші елементи рельєфу
Більшість північної півкулі Марса займає Велика Північна рівнина. В північній півкулі знаходяться Амазонська рівнина, гора Альба, регіон Темпе Терра, Золота рівнина та рівнина Утопія. 
Поблизу екватора розташовані:
- Гора Олімп, найбільший вулкан Сонячної системи;
- Гори Тарсиса — три інші велетенські вулкани, вершини яких майже ідеально лежать на одній прямій;
- Однойменне величезне вулканічне нагір'я;
- Долини Марінера;
- Декілька каналів(інші мови), що впадають у Велику Південну рівнину;
- Регіон Arabia Terra;
- Рівнина Ісіди;
- Гора Елізій;

Більшу частину південної півкулі Марса займає Південна височина, також в південній півкулі знаходяться рівнина Аргір, регіон Ноачіс Тера, рівнина Еллада та Плато Гесперія.

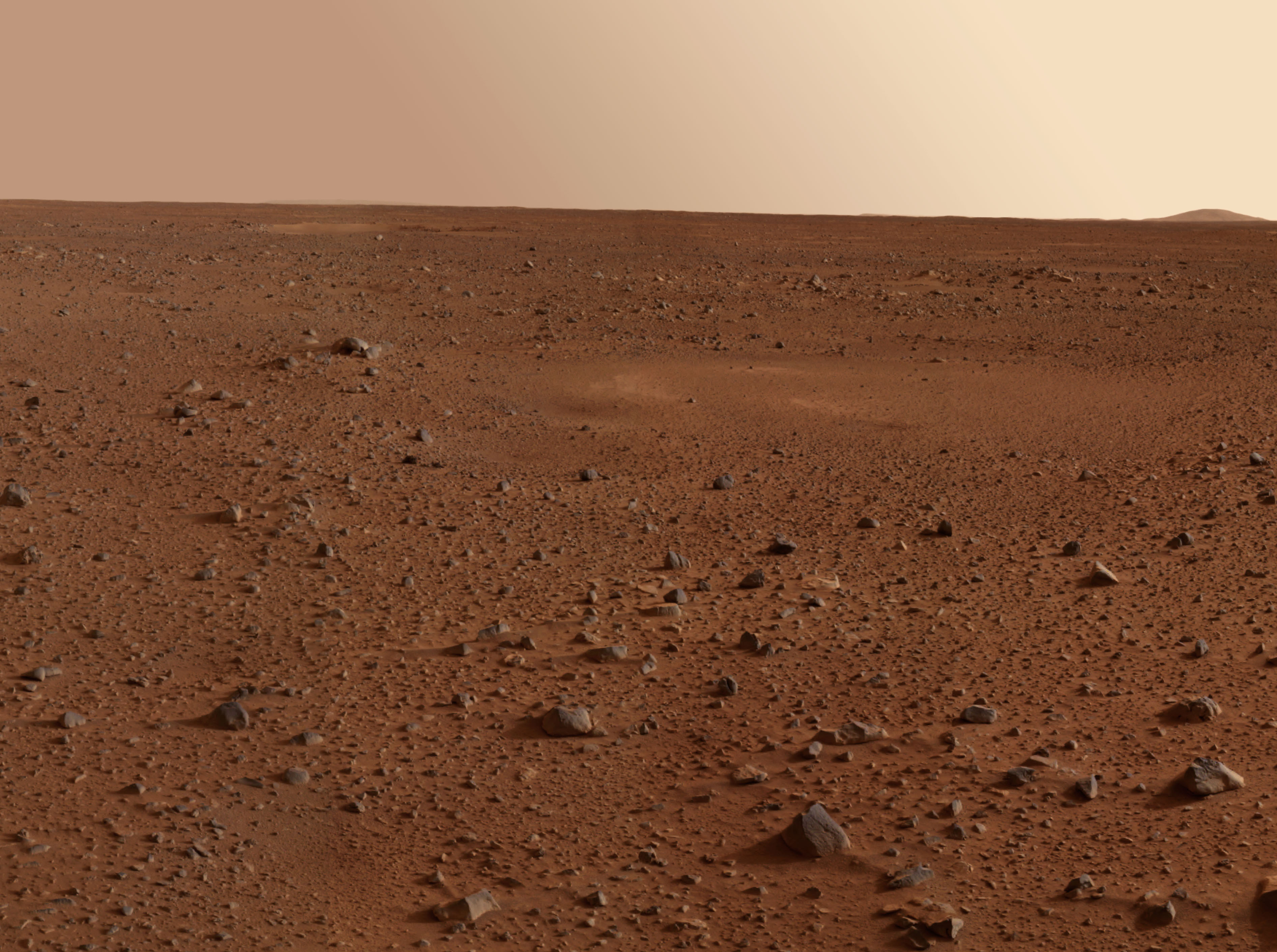
Область кратера Гусєва, сфотографована американським марсоходом «Спіріт».

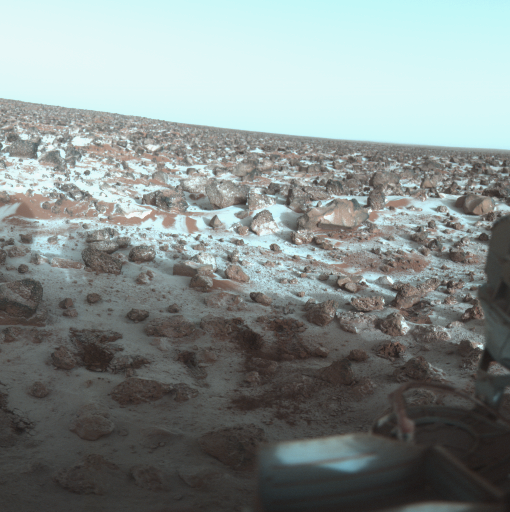
Поверхня Марса. Фото Viking 2, 9 листопада 1977.

### Марсіанські гірські породи
Марс — це планета земної групи, поверхня якої складається з мінералів, що містять кремній і кисень, металів та інших елементів, які зазвичай утворюють гірські породи. Поверхня Марсу переважно складається з толеїтового базальту, який утворився внаслідок танення і слабкого вивітрювання. Деякі території більш багаті на діоксид кремнію, ніж звичайний базальт, та можуть бути схожими на андезитові породи на Землі або кварцове скло. Кремнієві та вапняно-лужні породи трапляються рідко, або майже відсутні. Є свідчення про концентрацію плагіоклазу в регіонах з низьким альбедо, серед яких північні регіони мають вищу за норму концентрацію філосилікатів і скла з високим вмістом кремнію. Частини південних нагір'їв містять значну кількість піроксенів з високим вмістом кальцію. Були виявлені локалізовані концентрації гематиту та олівіну. Значна частина поверхні планети вкрита товстим шаром дрібнозернистого пилу оксиду заліза (III).

### Вулкани
Близько 30 % поверхні Марса вкрито вулканами та застиглими лавовими потоками, що залишилися майже незмінними з моменту формування. Припускається, що окрім цього, ще доволі значний відсоток поверхні планети вкритий потоками лави, які піддалися ерозії та іншим зовнішнім факторам. Протяжність деяких застиглих лавових полів може сягати понад 1000 кілометрів. Детально дослідивши рельєф лише частини поверхні Марса, група американських вчених 2018 року нарахувала понад 600 вулканів. Для порівняння — на поверхні Землі відомо, за різними даними, від 1283 до 1350 активних вулканів.
За всю історію досліджень, жодного виверження вулкану на поверхні Марса не було зареєстровано. Згідно результатів різноманітних досліджень, марсіанські вулкани мають вік від 500 мільйонів до 3,7-4 мільярдів років. Активний вулканізм на Марсі зупинився щонайменше кілька сотень мільйонів років тому. Однак, 2011 року були виявлені окремі регіони поверхні планети вкриті лавовими потоками віком не більше кількох десятків мільйонів років. Окрім того, у 2020 були відкриті сліди вулканічної активності віком всього 53 000 років.
Завдяки відсутності тектонічних плит, марсіанські вулкани можуть сягати значно більшої висоти над рівнем навколишнього рельєфу. Місце витоку лави залишається нерухомим, як наслідок — значно більше розплавленої породи встигає витекти з надр планети за час активності вулкану. Частина вулканів за структурою схожі на щитові вулкани на Місяці, однак мають значно більшу висоту. Деякі вулкани схожі на земні, наприклад, гора Елізій, яка має форму, дуже схожу до вулкану Мауна-Кея на Гаваях.
Найбільшим з марсіанських вулканів є найвища вершина Сонячної системи — гора Олімп. В одному з перших досліджень, зробленому на основі знімків апарата Mariner, розрахунки показали висоту вулкану в 22±1 км. Сучасні розрахунки вказують на висоту в 21,1 км відносно місцевого рельєфу та 26 км відносно рівнини, на якій розташований. Олімп покриває площу понад 300 000 км2, що дорівнює майже половині площі України.
Значний внесок в дослідження поверхні Марса, зокрема вулканів, був зроблений приладом THEMIS (англ. Thermal Emission Imaging System), розміщеному на борту апарату «Марс Одіссей».

### Гори невулканічного походження
Окрім великої кількості вулканів, на поверхні Марса існують окремі гори невулканічного походження. Наприклад, починаючи з 2012 року марсохід «К'юріосіті» досліджував гору Еоліда. Марсохід витратив понад 2 роки, щоб дістатися підніжжя гори і в результаті виявив, що вона є накопиченням величезної кількості осадових порід, що ймовірно утворилася внаслідок ерозії. Вік порід становить понад 2 мільярди років, а висота гори — від 4,5 до 5,5 кілометрів відносно навколишнього рельєфу. Підніжжя гори довгий час під водою стародавнього озера, яке колись існувало в кратері Гейла. Інший об'єкт невулканічного походження — гора Гусака — також утворився в результаті ерозії, однак вже не внаслідок накопичення порід, а навпаки — їх вимивання.
Через відсутність тектонічної активності на Марсі немає великих гірських хребтів, однак є значно менші хребти, що складаються з ряду відносно невисоких гір. Прикладом є гори Кентавра, які також утворилися внаслідок ерозії.

### Пагорби
Численні пагорби є частиною рельєфу Марса. Вони можуть бути одиночними, як ті, які досліджував марсохід «К'юріосіті», або утворювати цілі хребти з пагорбів. Подекуди ці хребти утворюють на поверхні візерунки майже правильної геометричної форми. Походження пагорбів теж різноманітне — деякі складаються з осадових порід, деякі були утворені внаслідок ерозії. Різних порід у складі пагорбів також чимало: марсохід «Спіріт» досліджуючи регіон Columbia Hills, знайшов 6 типів порід.

### Кратери
Більша частина поверхні Марса всіяна численними метеоритними кратерами — від маленьких, діаметром кілька метрів, до величезних, діаметром до 2300 км і потенційно — до 4500 км. Через розріджену атмосферу будь-який астероїд, що має розмір від кількох десятків сантиметрів, може пролетіти крізь неї майже неушкодженим, врізатися в поверхню і утворити кратер. Дослідники виділяють п'ять типів марсіанських кратерів, які в англомовній літературі отримали позначення Rampant, Pancake, LARLE, Pedestal та Expanded, вони відрізняються формою частини, розташованої за межами кратерного валу.
Деякі кратери в далекому минулому були принаймні частково заповнені водою, утворюючи озера. 2017 року в кратері Гейла були знайдені сліди стародавнього озера, яке створювало умови, потенційно придатні для існування мікроорганізмів.
Впродовж дослідження Марса за допомогою марсоходів, прилади цих апаратів фіксували ударні хвилі від зіткнення невеликих астероїдів з поверхнею планети. Наприклад, сейсмограф апарату InSight зафіксував чотири зіткнення, які спричинили появу нових кратерів на поверхні Марса.

### Долини

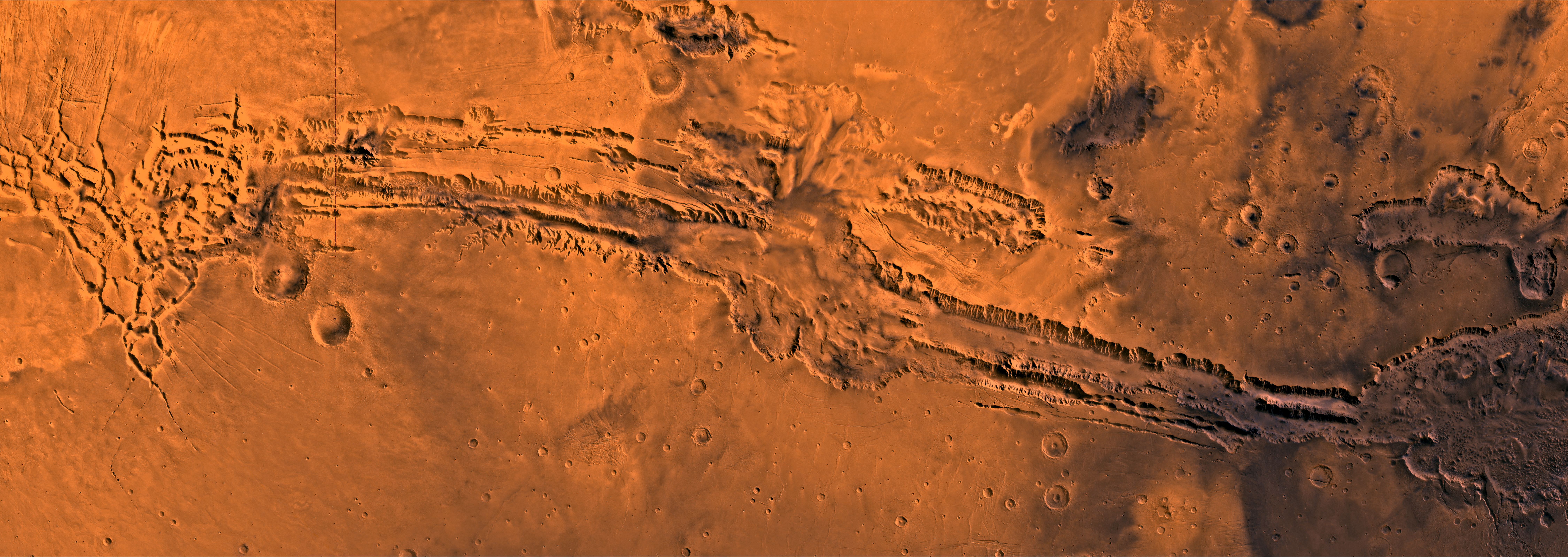
Долина Марінер на Марсі

На Марсі розташовано декілька десятків об'єктів, що отримали назву «долини» (лат. vallis, мн. valles). Вони мають довжину від кількох кілометрів (наприклад, Tinia Valles — 17,8 км) до найбільшої системи каньйонів в Сонячній системі — долин Марінера, що простяться на понад 3000 кілометрів, мають ширину 600 км та глибину 8 км. Припускається, що цей величезний каньйон є розломом в марсіанській корі. Альтернативна гіпотеза полягає в утворенні долин внаслідок ерозії, викликаної лавовими потоками з гори Павича.

### Печери
2007 року НАСА повідомило про відкриття кількох чорних западин на поверхні Марса, які під час подальшого аналізу виявилися входами в печери. Ширина цих отворів сягає від 100 до 250 метрів. Добова амплітуда коливання температури всередині печер становить лише третину від добової амплітуди зовні. На думку авторів дослідження, подібні печери можуть як захищати від несприятливих умов навколишнього середовища потенційне марсіанське життя, так і стати прихистком для потенційних колоністів.

### Рівнини
На Марсі знаходиться 10 великих рівнин шириною від 900 до 3600 кілометрів: Ацидалійська, Амазонська, Аркадія, Аргір, Золота, Елізій, Еріданія, Еллада, Ісіди та Утопія. Походження цих рівнин різне. Наприклад, рівнина Еллада є найбільшим на планеті ударним кратером, діаметром 2300 кілометрів, який утворився приблизно 3,8—4,1 мільярдів років тому в часи пізнього важкого бомбардування. Різниця по висоті між кратерним валом та найглибшою точкою рівнини становить 9 кілометрів. Інша рівнина — Ацидалійська — має три гіпотези формування за результатами різних досліджень. Вона або утворилася внаслідок ерозії, або була дном стародавнього марсіанського океану, або утворилася внаслідок руху величезних льодовиків.

### Плато
Станом на 2015 рік на марсіанській поверхні виділяли 31 плато, які мають підтверджені назви і координати, два з цих плато спочатку мали інші назви і були перейменовані Міжнародним астрономічним союзом. Походження різних плато також відрізняється. Припускається, що плато Дедалія розташоване в центрі величезного ударного кратера діаметром 4500 кілометрів, який так само утворився під час епохи пізнього важкого бомбардування. Плато Гесперія має вулканічну природу і утворено з потоків застиглої лави, так саме як і величезне плато Тарсис.

## Атмосфера та клімат

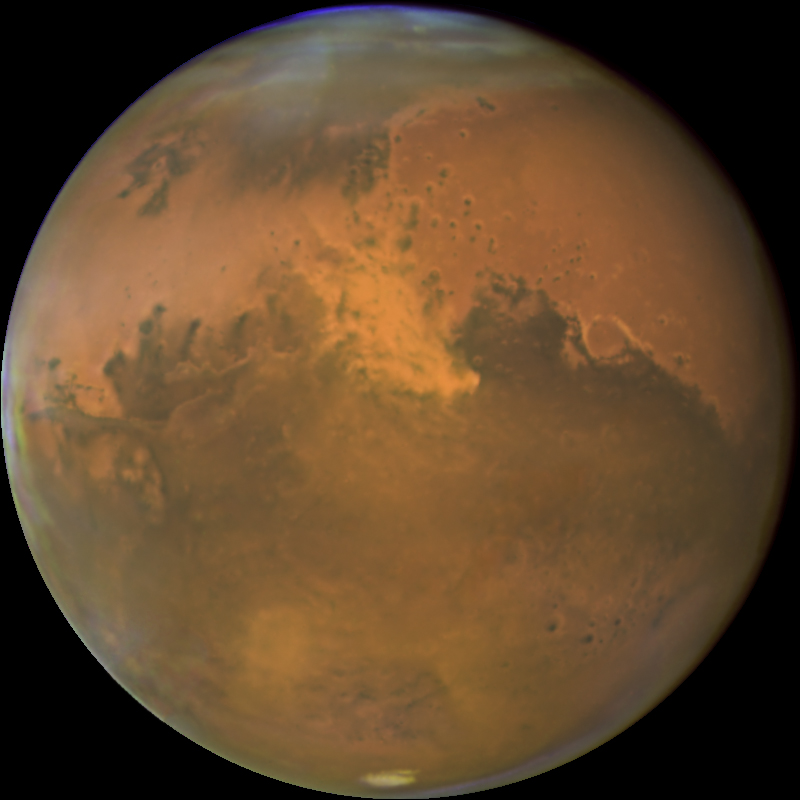
Марс під час пилової бурі 28 жовтня 2005 року. Фотографію зроблено космічним телескопом Габбла

Через більшу відстань до Сонця, Марс отримує значно меншу кількість енергії від зорі та як наслідок, має значно нижчу ефективну температуру поверхні — до -63°C. Середня температура поверхні планети вища на декілька градусів і становить -58°C. Така різниця виникає завдяки хімічному складу атмосфери. Марсіанська атмосфера на понад 95 % складається з вуглекислого газу, 2,7 % — з нітрогену, 1,6 % аргону та лише 0,13 % кисню. Вуглекислий газ викликає парниковий ефект, втримуючи частину теплового випромінювання планети, однак цей ефект приблизно в 6 разів менший за земний, оскільки атмосферний тиск значно нижчий. Атмосферний тиск на поверхні планети становить 6,35 мілібар або 0,63 % від тиску земної атмосфери.
| Клімат у Кратері Гейла (2012–2015)                                     | Клімат у Кратері Гейла (2012–2015) | Клімат у Кратері Гейла (2012–2015) | Клімат у Кратері Гейла (2012–2015) | Клімат у Кратері Гейла (2012–2015) | Клімат у Кратері Гейла (2012–2015) | Клімат у Кратері Гейла (2012–2015) | Клімат у Кратері Гейла (2012–2015) | Клімат у Кратері Гейла (2012–2015) | Клімат у Кратері Гейла (2012–2015) | Клімат у Кратері Гейла (2012–2015) | Клімат у Кратері Гейла (2012–2015) | Клімат у Кратері Гейла (2012–2015) | Клімат у Кратері Гейла (2012–2015) |
| Показник                                                               | Січ.                               | Лют.                               | Бер.                               | Квіт.                              | Трав.                              | Черв.                              | Лип.                               | Серп.                              | Вер.                               | Жовт.                              | Лист.                              | Груд.                              | Рік                                |
| Абсолютний максимум, °C                                                | 6                                  | 6                                  | 1                                  | 0                                  | 7                                  | 14                                 | 20                                 | 19                                 | 7                                  | 7                                  | 8                                  | 8                                  |                                    |
| Середній максимум, °C                                                  | −7                                 | −20                                | −23                                | −20                                | −4                                 | 0,0                                | 2                                  | 1                                  | 1                                  | 4                                  | −1                                 | −3                                 | −5,7                               |
| Середній мінімум, °C                                                   | −82                                | −86                                | −88                                | −87                                | −85                                | −78                                | −76                                | −69                                | −68                                | −73                                | −73                                | −77                                | −78,5                              |
| Абсолютний мінімум, °C                                                 | −95                                | −127                               | −114                               | −97                                | −98                                | −125                               | −84                                | −80                                | −78                                | −78                                | −83                                | −110                               |                                    |
| ---------------------------------------------------------------------- | ---------------------------------- | ---------------------------------- | ---------------------------------- | ---------------------------------- | ---------------------------------- | ---------------------------------- | ---------------------------------- | ---------------------------------- | ---------------------------------- | ---------------------------------- | ---------------------------------- | ---------------------------------- | ---------------------------------- |
| Джерело: Centro de Astrobiología, Mars Weather, NASA Quest, SpaceDaily |                                    |                                    |                                    |                                    |                                    |                                    |                                    |                                    |                                    |                                    |                                    |                                    |                                    |

Попри таку розрідженість, в атмосфері Марса постійно відбуваються зміни погоди, деякі з них навіть помітні при спостереженні із Землі. Біля поверхні іноді з'являються «пилові дияволи» (англ. dust devil), подібні до земних пилових вихорів. Вони спостерігаються орбітальними апаратами, а деякі з них потрапили на відео, зняті марсоходами. Пилові бурі є значно масштабнішими і раз на 5,5 земних років охоплюють всю планету. Механізм утворення настільки масштабних пилових бур станом на 2018 рік не є добре дослідженим. Окрім вищезгаданих пилових бур в атмосфері Марса спостерігаються хмари з водяної пари, які формуються кожного марсіанського року.
Велика кількість пилу в атмосфері заважала роботі більшості марсоходів, оскільки їх живлення відбувалося за рахунок сонячних батарей. Коли ті поступово вкривалися пилом, надходження електроенергії суттєво знижувалося, унеможливлюючи використання деяких наукових інструментів. Декілька разів пилові бурі завдяки великій швидкості вітру частково очищали сонячні панелі роверів від накопиченого раніше пилу, тим самим забезпечуючи можливість продовжити місію. Серед дослідників Марса цей метод очистки навіть отримав окрему назву — cleaning event. Однак, не завжди сонячні панелі очищалися після бурі. Наприклад, марсохід «Оппортьюніті» повністю припинив свою роботу після пилової бурі 2018 року. Для уникнення подібних проблем, марсоходи «К'юріосіті» та «Персеверанс» були оснащені багатоцільовими радіоізотопними термоелектричними генераторами, які генерують необхідну кількість електричної енергії незалежно від зовнішніх умов.

### Льодові утворення

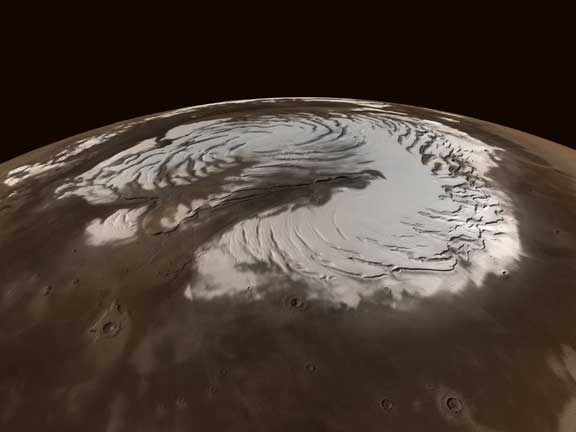
Північний полюс Марса.

Планета Марс має дві постійні полярні крижані шапки водяного льоду і сухого льоду (заморожений вуглекислий газ). Над кілометровими шарами багаторічної мерзлоти водяного льоду взимку на полюсі відкладаються плити сухого льоду, що перебувають у суцільній темряві, внаслідок чого на обох полюсах щорічно відкладається 25–30 % атмосфери. Коли полюси знову піддаються впливу сонячного світла, замерзлий вуглекислий газ сублімує.
Шапки на обох полюсах складаються переважно з водяного льоду. Заморожений вуглекислий газ накопичується у вигляді порівняно тонкого шару товщиною близько одного метра на північній шапці взимку, тоді як південна шапка має постійний сухий льодовий покрив товщиною близько 8 м. Північна полярна шапка має діаметр близько 1000 км влітку, і містить близько 1,6 млн км3 льоду, який при рівномірному розподілі на шапці становив би 2 км завтовшки (для порівняння льодовиковий щит Гренландії становить 2,85 мільйона км3). Південна полярна шапка має діаметр 350 км і товщину 3 км. Загальний об'єм льоду в південній полярній шапці з прилеглими шаруватими відкладеннями також був оцінений у 1,6 млн км3. Обидві полярні шапки мають спіральні жолоби, які є результатом приблизно перпендикулярних стокових вітрів, які рухаються по спіралі через ефект Коріоліса.
Сезонне замерзання окремих районів поблизу південної льодовикової шапки приводить до утворення над поверхнею прозорих плит сухого льоду товщиною 1 м. Весною сонячне світло нагріває підповерхню, а тиск від сублімованого вуглекислого газу накопичується під плитою, піднімаючи і врешті розриваючи її. Це приводить до гейзероподібних вивержень вуглекислого газу, змішаного з темним базальтовим піском або пилом. Цей процес спостерігається протягом кількох днів, тижнів або місяців. Газ, що спрямовується під плитою до місця гейзера, утворює під льодом радіальні канали.

## Магнітне поле й магнітосфера

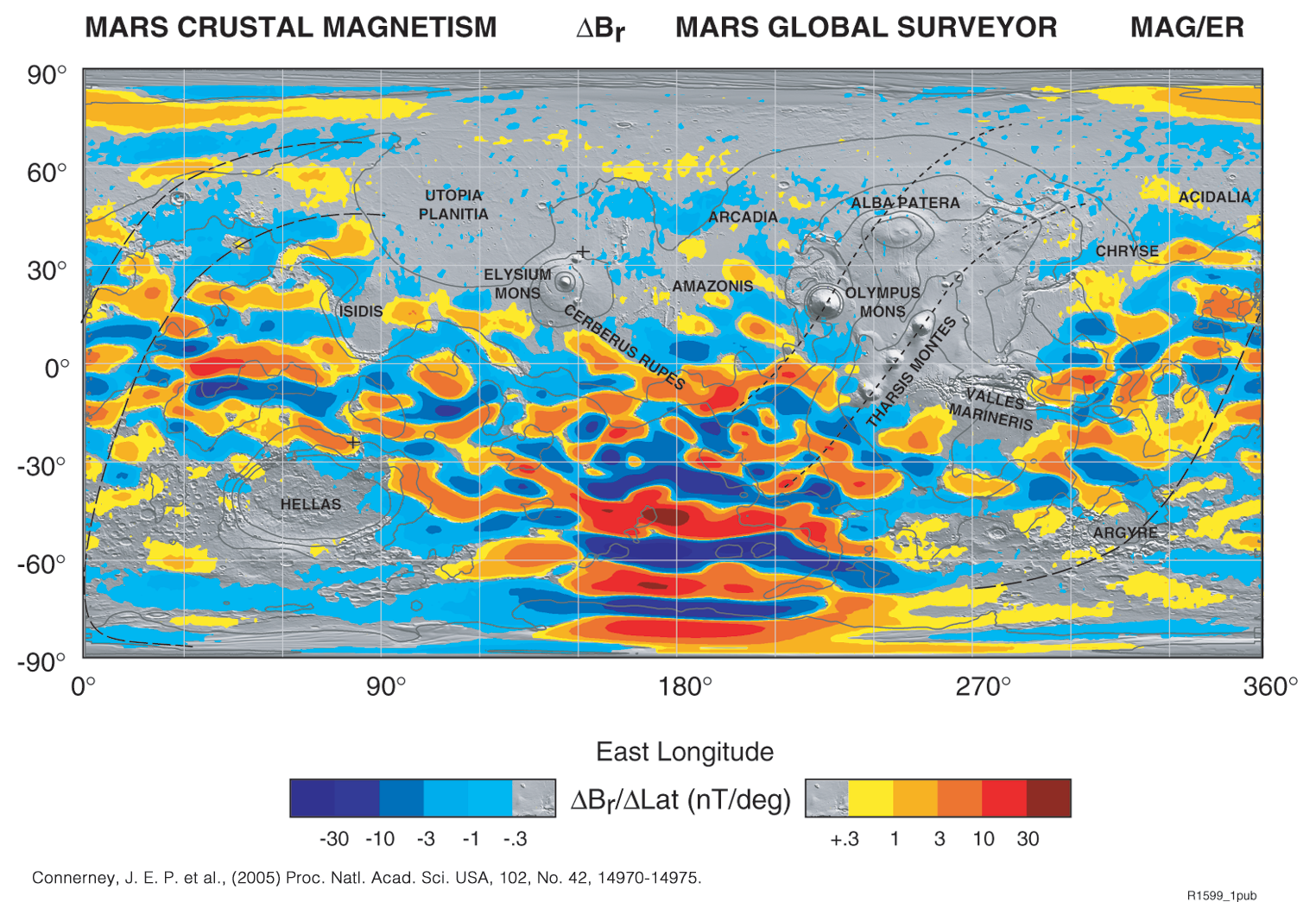
Магнітне поле Марса

Сучасний Марс не має магнітного поля, аналогічного земному. Однак, в далекому минулому, близько 4,5 мільядрів років тому, Марс завдяки ефекту магнітного динамо міг мати магнітне поле, індукцією близько 50 мкТ. Вимірювання залишкової намагніченості інших марсіанських метеоритів, віком 1,3—1,4 мільярда років, показали суттєве зменшення індукції до приблизно 5 мкТ.
Сучасне магнітне поле Марса є не планетарним, а локальним і утворюється внаслідок залишкової намагніченості марсіанських порід. Розподіл намагніченості досліджувався апаратами Mars Global Surveyor та MAVEN. Вимірювання з марсіанської орбіти вказують на значення до 22 нТ. Апарат InSight провів вимірювання в зоні посадки на рівнині Елізій, отримавши значення до 2 мкТ. В розподілі намагніченості порід спостерігається дихотомія — середнє значення намагніченості в південній півкулі значно вище за намагніченість в північній.

## Супутники Марса
Марс має два відносно невеликі (порівняно з Місяцем) природні супутники: Фобос (близько 27 кілометрів у діаметрі) і Деймос (близько 15 кілометрів у діаметрі), які обертаються на близьких до планети орбітах. Обидва мають неправильну форму, малу масу та низьке альбедо, що робить їх подібними до астероїдів. Супутники були відкриті американським астрономом Асафом Голлом у 1877 році і названі на честь персонажів давньогрецької міфології — Фобоса і Деймоса, близнюків, які уособлювали страх і жах і супроводжували свого батька Ареса, бога війни, у бій. Марс був римським еквівалентом Ареса. У сучасній грецькій мові планета зберегла свою давню назву — Арес (Aris: Άρης). Самі назви були запропоновані Генрі Джоржем Маданом, після чого його пропозицію підтримав Голл і опублікував запропоновані назви супутників у своїй статті 1878 року.
Фобос — більший із супутників, обертається а відстані лише 6 000 км від поверхні Марса, здійснюючи три оберти навколо планети за одну марсіанську добу. Через припливні сили Марса орбіта Фобоса поступово знижується на 1,8 м кожні 100 років. Через приблизно 50 мільйонів років Фобос може або впасти на поверхню Марса, або бути зруйнованим під дією припливних сил, що створить кільце з уламків навколо планети. Найбільший кратер на Фобосі — Стікні, що має діаметр 9 км, є результатом удару метеорита, як і численні тріщини на поверхні. Фобос має надзвичайно тонку атмосферу і значні перепади температур. На освітленому Сонцем боці температура може досягати -4 °C, тоді як на затіненому боці вона падає до -112°C.
Деймос є меншим супутником Марса і розташований далі від планети — на відстані близько 20 000 км — і здійснює один оберт навколо Марса за 30 годин. Супутник обертається на досить великій відстані і з меншою швидкістю, тому його орбіта є стабільною та близькою до синхронної, тому він завжди показує одну й ту саму сторону до Марса. Поверхня Деймоса більш гладка у порівнянні з Фобосом, через накопичення пилу, що заповнює кратери. Найбільший кратер на Деймосі має діаметр близько 2,3 км.
Існує декілька гіпотез щодо походження супутників Марса. Їхнє низьке альбедо та вуглецевий хондритний склад розглядались як такі, що подібні до астероїдів, що підтверджує теорію захоплення. Згідно з нею, Фобос і Деймос є астероїдами, захопленими гравітацією Марса з навколоземної або навколосонячної орбіти. Також ці астероїди могли походити з поясу астероїдів між Марсом і Юпітером або із зовнішньої частини Сонячної системи. Нестабільна орбіта Фобоса могла б вказувати на відносно недавнє захоплення.. На користь цієї теорії свідчать низьке альбедо та хімічний склад, однак, орієнтація орбіт супутників поблизу екваторіальної площини Марса є рідкісною для гравітаційно захоплених супутників.
Ще одна менш популярна гіпотеза полягає в тому, що Фобос і Деймос утворилися з залишків матеріалу після формування самого Марса. Після утворення планети навколо неї могла залишитися речовина, яка з часом конденсувалася в супутники. Ця гіпотеза менше підтримується науковими даними, оскільки передбачає, що супутники мали б такий самий склад як і Марс. Гіпотеза акреції на ранньому етапі історії Марса є правдоподібною, але їй суперечить хімічний склад супутників, подібний до астероїдів, а не до Марса. У Марса можуть бути ще невідкриті супутники, менші за 50—100 метрів у діаметрі, а між Фобосом і Деймосом, як передбачається, існує пилове кільце.
Третя версія походження супутників Марса — їхнє формування за участю третього тіла або внаслідок руйнування при зіткненні. Сучасні докази того, що Фобос має дуже пористу внутрішню частину, і що він складається переважно з філосилікатів та інших мінералів, відкритих і на Марсі, вказують на походження Фобоса з матеріалу, викинутого в результаті зіткнення з Марсом, який знову накопичився на марсіанській орбіті, подібно до основної теорії походження супутника Землі. Хоча видимий і ближній інфрачервоні спектри супутників Марса нагадують спектри астероїдів зовнішнього поясу, теплові інфрачервоні спектри Фобоса вважаються невідповідними хондритам будь-якого класу. Також можливо, що Фобос і Деймос були фрагментами старшого супутника, утвореного уламками від сильного зіткнення з Марсом, а потім зруйнованого пізнішим зіткненням. Агентство аерокосмічних досліджень Японії ухвалило рішення почати місію 2022 року, під назвою Mars Moons eXploration, яка принесе зразки Фобоса на Землю 2027 року. Європейське космічне агентство запланувало аналогічну місію в 2024 році у співпраці з Російським космічним агентством.

## Пошуки життя

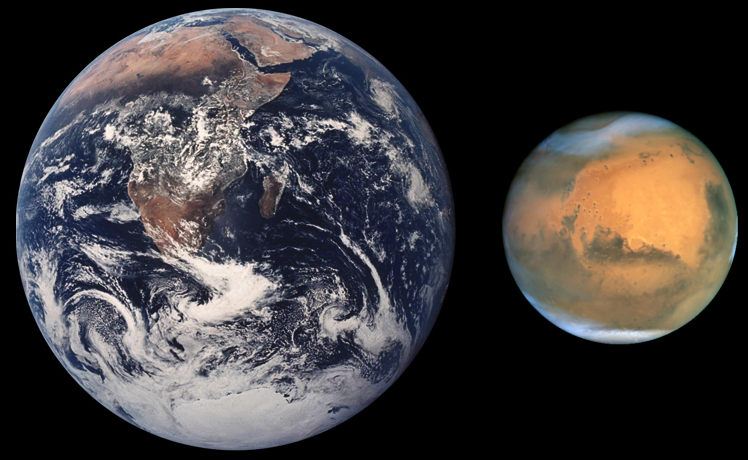
Порівняння розмірів Землі (середній радіус 6371 км) і Марса (середній радіус 3386,2 км)

### Придатність для життя і його пошуки

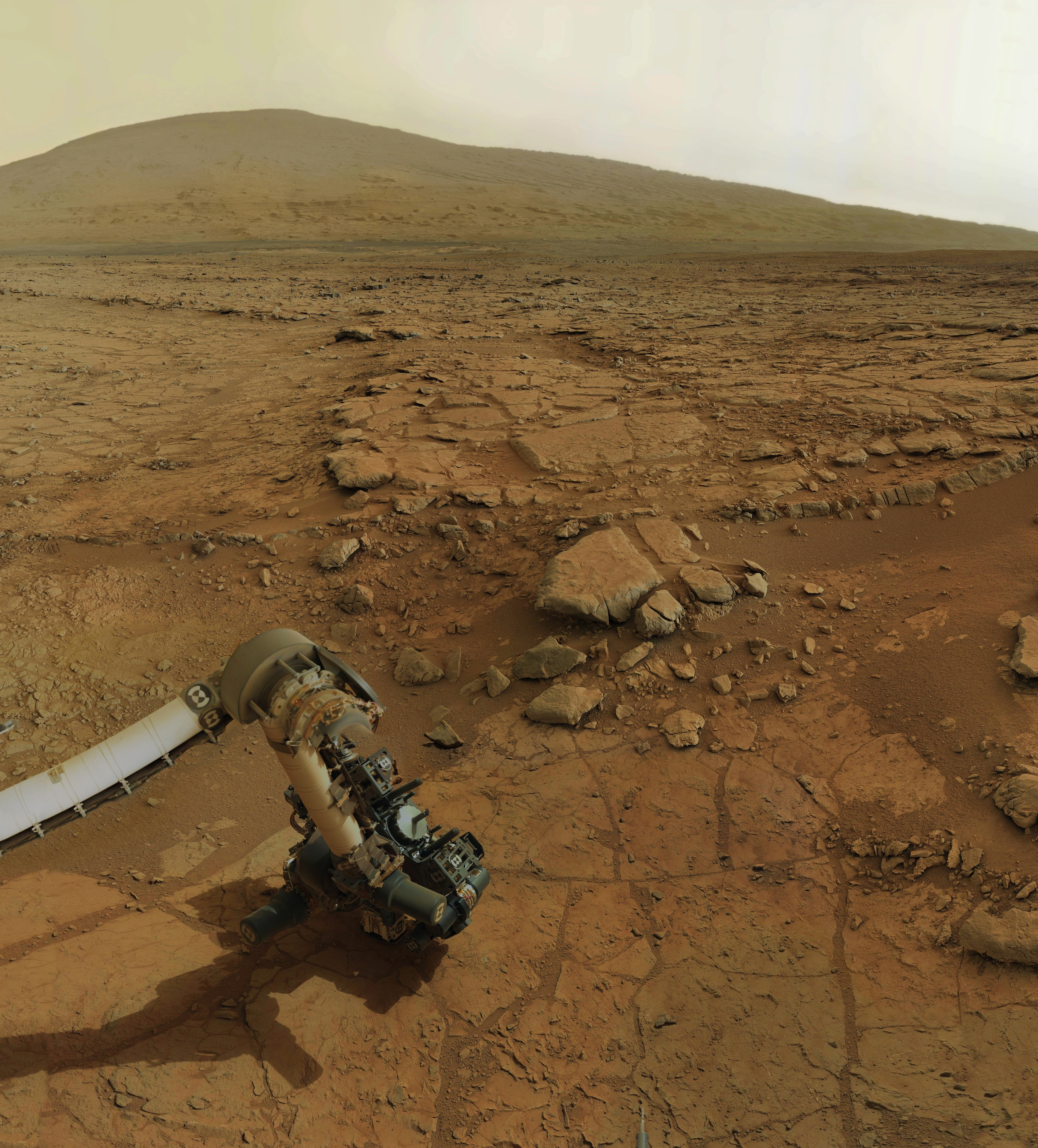
Марсохід «К'юріосіті» із закріпленим буровим пристроєм на роботизованій руці, лютий 2013 року

Наприкінці XIX століття в астрономічній спільноті було прийнято вважати, що Марс має умови, придатні для життя, зокрема наявність води та кисню. Однак, 1894 року Вільям Кемпбелл з Лікської обсерваторії під час своїх спостережень Марса дійшов висновку, що «якщо водяна пара або кисень і присутні в атмосфері Марса, то в кількостях, занадто малих для виявлення наявними спектроскопами». Це твердження суперечило багатьом тодішнім вимірюванням і не отримало широкого визнання. Кемпбелл і Весто Слайфер повторили дослідження у 1909 році, використовуючи вдосконалені вимірювальні інструменти, однак отримали такі ж результати. Лише після підтвердження цих висновків Волтером Адамсом у 1925 році міф про землеподібну придатність Марса до життя був остаточно спростований. Однак навіть у 1960-х роках публікувалися статті про можливу марсіанську біологію, які відкидали інші пояснення сезонних змін на планеті, окрім існування життя.
Сучасне розуміння життєпридатності планет описує рідку воду на поверхні планети як найважливішу умову для розвитку життя. Найчастіше для цього потрібно, щоб орбіта планети лежала в межах зони, придатної для життя. Орбіта Марса знаходиться на зовнішній межі оцінюваної даної зони Сонячної системи. Під час перигелію Марс входить у цю зону, проте його розріджена (низького тиску) атмосфера не дозволяє рідкій воді існувати на великих площах протягом тривалого часу. Існування у минулому потоків рідкої води свідчить про потенційну життєпридатність планети. Деякі дані свідчать про те, що будь-яка вода на поверхні Марса могла бути занадто солоною і кислою для підтримки звичайних земних форм життя.
Природні умови на Марсі є непрості для підтримки органічного життя. Планета має незначні процеси теплообміну на своїй поверхні, слабко захищена від бомбардування сонячним вітром через відсутність магнітосфери і недостатній атмосферний тиск, який не дозволяє воді залишатись рідкою (вона натомість сублімується в газоподібний стан). Умови навколишнього середовища на Марсі становлять значну перешкоду для підтримки органічного життя. Планета має низьку теплопровідність поверхні, слабкий захист від сонячного вітру через відсутність магнітосфери та недостатній атмосферний тиск, який не дозволяє воді залишатися в рідкому стані — натомість вона сублімується безпосередньо в газоподібну фазу. Марс є майже або, можливо, повністю геологічно мертвий; припинення вулканічної активності, очевидно, зупинило процеси перерозподілу хімічних речовин і мінералів між поверхнею і надрами планети.
Існують докази того, що в минулому планета була значно більш придатною для життя, ніж сьогодні, але чи існували там коли-небудь живі організми залишається невідомим. У середині 1970-х років зонди програми «Вікінг» провели експерименти, спрямовані на виявлення живих організмів у марсіанському ґрунті на місцях посадки, і отримали позитивні результати, зокрема тимчасове збільшення вироблення CO2 після контакту з водою і поживними речовинами. Ця ознака життя згодом була піддана сумніву і викликала тривалу полеміку серед вчених. Деякі дослідники, зокрема науковець НАСА Гілберт Левін, стверджували, що «Вікінг» міг виявити життя. 2014 року аналіз марсіанського метеорита EETA79001 виявив іони хлорату, перхлорату та нітрату у досить високих концентраціях, що дозволяє припустити, що вони широко поширені на Марсі. Ультрафіолетове та рентгенівське випромінювання перетворило б іони хлорату і перхлорату на інші, високореактивні оксихлорини, що вказує на те, що будь-які органічні молекули повинні були б бути заглиблені під поверхню, щоб зберегтись.
Невеликі кількості метану та формальдегіду, виявлені орбітальними апаратами на Марсі, вважаються можливими доказами існування життя, оскільки ці хімічні сполуки швидко руйнуються в марсіанській атмосфері. Альтернативно, ці сполуки можуть утворюватись вулканічними або іншими геологічними шляхами, наприклад, серпентинізацією. На поверхні ударних кратерів на Марсі також був виявлений імпактит, який на Землі може зберігати ознаки життя, і міг подібним чином зберегти залишки давнього марсіанського життя, якщо воно існувало. Камінь Cheyava Falls, виявлений на Марсі в червні 2024, був визначений НАСА як «потенційна біосигнатура» і був відібраний марсоходом Персеверанс для можливого повернення на Землю і подальшого вивчення. Хоча ця знахідка викликає науковий інтерес, на основі доступних даних наразі неможливо зробити остаточний висновок про біологічне чи абіотичне походження цієї породи.

### Пошуки рідкої води
Попри те, що зараз поверхня Марса є холодною та сухою, існують переконливі докази того, що колись червону планету частково або повністю вкривала вода. Форми рельєфу, видимі на Марсі, переконливо свідчать про те, що на поверхні планети існувала рідка вода. Великі лінійні смуги розмитого ґрунту, відомі як стокові канали, прорізають поверхню в близько 25 місцях. Вважається, що вони є результатом ерозії, спричиненої катастрофічним викидом води з підповерхневих водоносних горизонтів, хоча деякі з цих структур можуть бути наслідками дії льодовиків або лави. Науковці припускають, що життя могло розвинутися на Марсі поки там існувала вода та навіть, що життя може перебувати там і зараз у підземних водах.
Вода на Марсі стала би надзвичайно цінним ресурсом при розбудові людських колоній, адже окрім можливості споживання вона також є щитом проти сонячного випромінювання та паливом, якщо її розділити на водень та кисень. Це означає, що основні дослідження NASA, що стосуються Марсу, концентруються на його воді.

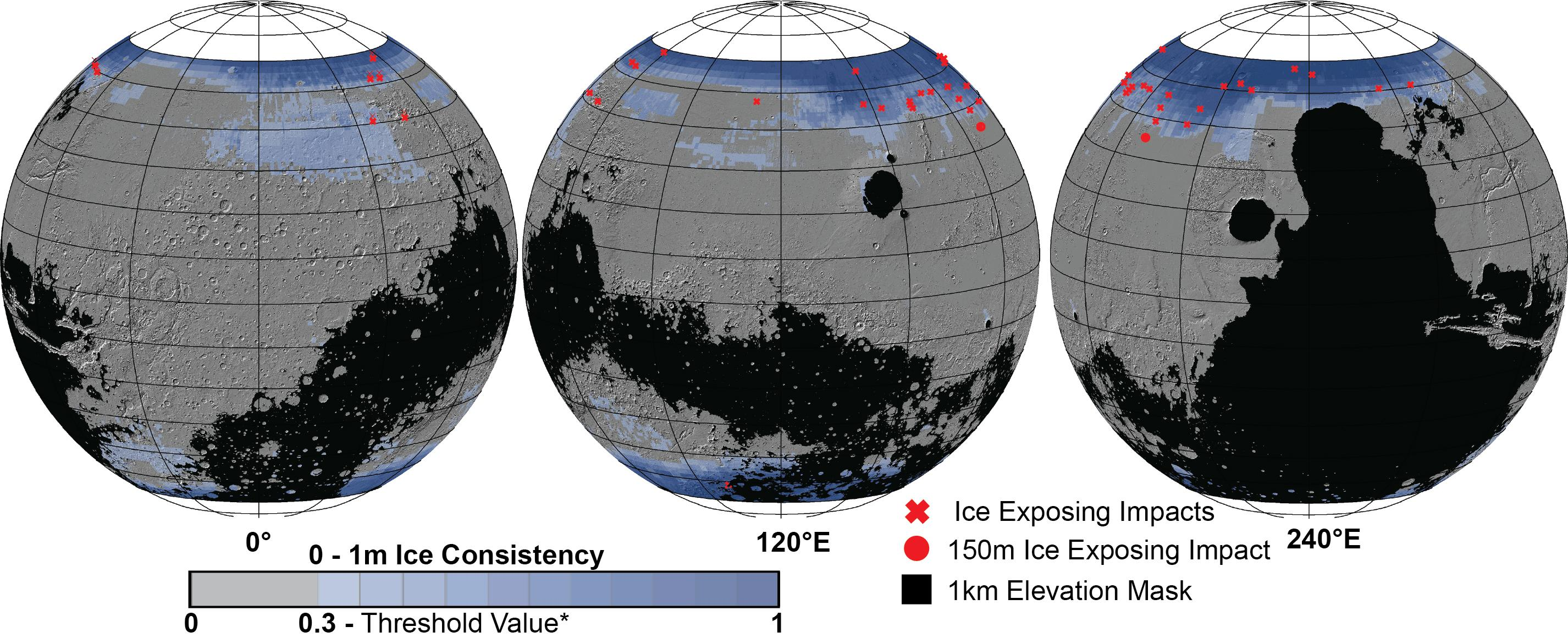
Марс містить воду, але переважно у вигляді полярних шарів льоду, вкритих пилом, як позначено на цьому зображенні.

### Лід
Рідка вода на поверхні Марса не може існувати досить довго: атмосфера настільки розріджена, що вода відразу ж випаровується. На полюсах Марса є значна кількість льоду, що складається в основному з води, хоча також містить діоксид вуглецю та сухий лід, але полюси занадто холодні для того, щоб космонавти або роботи могли існувати довго. Обсягу водяного льоду в південній полярній крижаній шапці, якщо його розтанути, вистачило б, щоб покрити більшу частину поверхні планети глибиною до 11 метрів. В межах проєкту НАСА SWIM (Subsurface Water Ice Mapping project) було відкрито маси водяного льоду у середніх широтах Марса.

## Потенційна колонізація

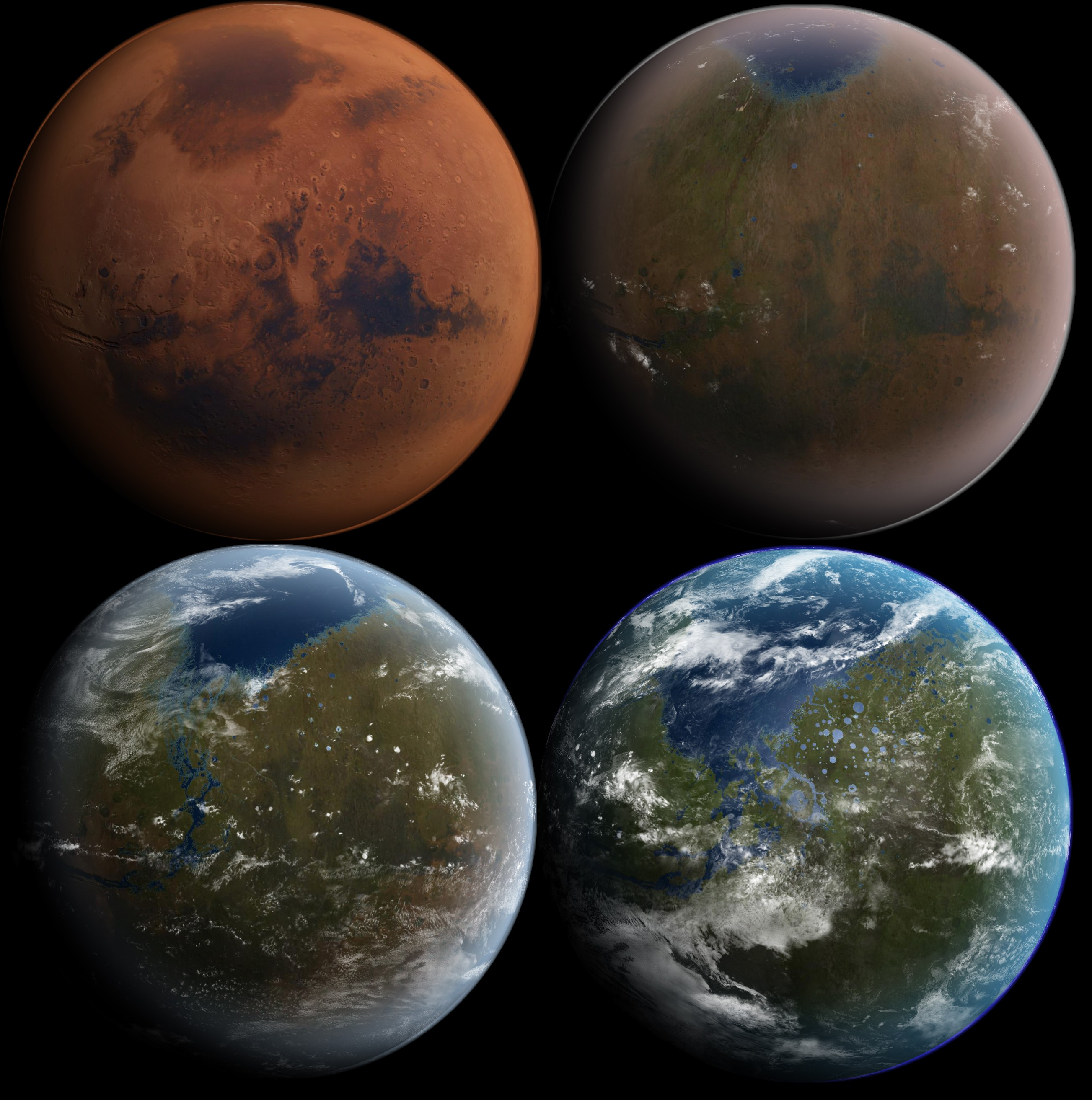
Етапи тераформування Марса

Марс є найбільш сприятливою планетою для колонізації серед планет Сонячної системи. По-перше, він знайходиться порівняно не далеко. По-друге, умови на ньому більш сприятливі за інші альтернативи такі, як Венера чи Меркурій. Його тривалість обертання навколо власної осі наближена до земної, а температура коливається від −140 °C до 30 °C, у порівнянні з дещо теплішими на Землі від −88 °C до 58 °C. Якби була можливість нагріти Марс, він міг би бути схожим на Землю, з щільною газоподібною атмосферою та рідкими океанами. Велика кількість вуглекислого газу в атмосфері також означає, що ми можемо вирощувати рослини. Також до його поверхні надходить чимала кількість сонячного світла, враховуючи, що Марс лише на 50% далі від Сонця, ніж Земля.
Однак колонізації Марса перешкоджають кілька серйозних проблем, пов'язаних з радіаційним впливом, екстремальними температурами, пиловими бурями, низьким атмосферним тиском і незначною гравітацією. Виживання людини на Марсі вимагатиме наявність штучних місць проживання на Марсі зі складними системами життєзабезпечення.
Одним з ключових аспектів цього будуть системи очищення води. Будучи зробленою в основному з води, людина померла б за лічені дні без неї. Навіть зниження загальної кількості води в організмі на 5—8 % викликає втому і запаморочення, а при зниженні на 10 % настає фізичне і психічне порушення. Астронавти на МКС показали, що можна використовувати набагато меншу кількість води за середньостатистичну людину, і що близько 70 % того, що використовується, може бути перероблено за допомогою систем відновлення води Міжнародної космічної станції (МКС). Аналогічні системи були б потрібні і на Марсі, але повинні бути набагато ефективнішими, оскільки регулярні роботизовані поставки води на Марс були б непомірно дорогими (МКС забезпечується водою чотири рази на рік). 
Кисень є вирішальним не тільки для дихання, але й для ракетного палива, від виробництва на Марсі якого залежитимуть дослідники, щоб повернутися на Землю. Для висадки чотирьох астронавтів на Марс знадобиться приблизно 7 тонн ракетного палива та 25 тонн кисню. В ході дослідження MOXIE, вчені довели, що є можливість перетворити марсіанський вуглексилий газ на кисень для використання майбутніми дослідниками. 20 квітня 2021 року вперше вдалося отримати кисень з атмосфери Марса, виробивши 5,4 грама за годину, чого достатньо для дихання одного астронавта впродовж 10 хвилин.
Конструкції для створення поселень на Марсі мають забезпечувати захист від радіації та відповідати особливостям марсіанського середовища. Досліджуються такі концепції, як модульні конструкції, заглиблені або напівзаглиблені конструкції для додаткового захисту від радіації. Інтеграція систем життєзабезпечення, виробництва енергії та переробки відходів у ці констуркції також має вирішальне значення для створення самопідтримуваного середовища життя на Марсі. Однією з ідей для середовища проживання Марса є використання марсіанської печери або лавового тунеля, і надувний повітряний шлюз був запропонований проєктом Caves of Mars Project для використання такої конструкції. Ідея жити в лавових тунелях була запропонована через їх потенціал для забезпечення посиленого захисту від радіації, температурних коливань, марсіанського сонячного світла тощо. Перевага життя під землею полягає в тому, що це дозволяє уникнути необхідності створювати радіаційний щит над землею. Інша ідея полягає в тому, щоб використовувати роботів для будівництва бази до прибуття людини.
Тераформування Марса призвело б до трьох основних змін: створення магнітосфери, створення атмосфери та підвищення температури. Атмосфера Марса відносно тонка і має дуже низький поверхневий тиск. Оскільки його атмосфера складається в основному з вуглекислого газу (CO2), як тільки Марс почне нагріватися, CO2 може допомогти зберегти теплову енергію біля поверхні. Крім того, у міру нагрівання в атмосферу має надходити більше CO2 із замерзлих запасів на полюсах, що посилює парниковий ефект. Це означає, що два процеси створення атмосфери та її нагрівання будуть посилювати один одного, сприяючи тераформуванню. Однак було б важко зберегти атмосферу разом через відсутність захисного глобального магнітного поля від ерозії сонячним вітром. Перетворення марсіанського середовища на місце, яке астронавти могли б досліджувати без додаткових інструментів для життєзабезпечення, неможливе без технологій, що значно перевищують теперішні можливості.
Марс ще не має офіційного календаря чи часових поясів. Єдиною офіційно визначеною одиницею часу на планеті є тривалість марсіанської доби, яку називають сол (лат. sol — Сонце), що становить 24 години 39 хвилин 35 секунд. Таким чином, у земному часі на Марсі кожна сонячна година триває 1 годину 1 хвилину 39 секунд (1/24 сола), кожна сонячна хвилина — 61,65 секунди, а кожна сонячна секунда — 1,0275 секунди.  Марсіанський рік становить приблизно 687 земних діб (1,88 земного року) або 667 солів.

## Марс у культурі

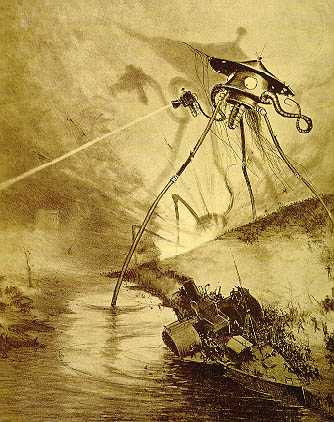
У «Війні світів» Герберта Веллса зображено вторгнення на Землю вигаданих марсіан.

Марс названий на честь римського бога війни (грецького Ареса), але також асоціювався з напівбогом Гераклом (римським Геркулесом) давньогрецькими астрономами, як детально описує Аристотель. Цей зв'язок між Марсом і війною бере свій початок принаймні з вавилонської астрономії, в якій планета була названа на честь бога Нергала, божества війни та руйнування. Він зберігся до сучасності, прикладом чого є оркестрова сюїта Густава Голста «Планети», у знаменитій першій частині якої Марс названий «вісником війни». Символ планети, коло зі списом, спрямованим у верхній правий кут, також використовується як символ чоловічої статі. Він датується щонайменше ХІ століттям, хоча його можливий попередник був знайдений у грецьких Оксіринхських папірусах.
Думка про те, що Марс населений розумними марсіанами, набула широкого поширення в кінці ХІХ століття. Спостереження Скіапареллі за «каналами» в поєднанні з книгами Персіваля Лоуелла на цю тему сформували усталене уявлення про планету як про світ, що висихає, охолоджується і вмирає із давніми цивілізаціями, які будували іригаційні споруди. Багато інших спостережень і заяв видатних особистостей доповнили те, що було названо «марсіанською лихоманкою». Картографування поверхні Марса з високою роздільною здатністю не виявило жодних свідчень життя, але псевдонаукові спекуляції на тему розумного життя на Марсі продовжуються і дотепер. Ці спекуляції, що нагадують спостереження за «каналами», ґрунтуються на дрібномасштабних особливостях поверхні, помічених на знімках космічних апаратів, таких як «піраміди» та «Обличчя на Марсі». У своїй книзі «Космос» планетарний астроном Карл Саган писав: «Марс став своєрідною міфічною ареною, на яку ми проєктуємо наші земні надії та страхи».
Представлення Марса в художній літературі було зумовлене його драматичним червоним кольором і науковими припущеннями ХІХ століття про те, що умови його поверхні можуть підтримувати не просто життя, а розумне життя. Це дало поштовх багатьом науково-фантастичним творам, пов’язаним із цими концепціями, таким як «Війна світів» Герберта Веллса, у якому марсіани вторглися на Землю, щоб втекти зі своєї вмираючої планети; «Марсіанські хроніки» Рея Бредбері, де люди-дослідники випадково знищили марсіанську цивілізацію; а також цикл Едгара Райса Берроуза «Барсум», роман К. С. Льюїса «За межі мовчазної планети» і низка оповідань Роберта А. Гайнлайна, що з'явилися до середини шістдесятих років. Після того, як космічні апарати «Марінер» і «Вікінг» отримали зображення Марса як безжиттєвого світу без каналів, від цих уявлень про Марс відмовились; для багатьох авторів наукової фантастики нові відкриття спочатку здавалися обмеженням, але з часом знання про Марс, отримані після «Вікінга», самі стали джерелом натхнення для таких творів, як «Марсіанська трилогія» Кіма Стенлі Робінсона.

### Фільми
Марс став постійно з'являтися у фільмах починаючи з ХХ століття у науково-фантастичних сюжетах. Перші фільми, зокрема «Подорож на Марс» (1910) показали Марс як місце пригод і зіткнення з інопланетним життям. «Війна світів» (1953) розвинула тему вторгнення марсіан на Землю. «Згадати все» (1990) — класичний фільм з Арнольдом Шварценеггером, заснований на оповіданні «Запам'ятаємо для вас оптом» Філіпа Діка, це один з культових фільмів, де Марс є не лише місцем дії, а й символом втечі від реальності. «Червона планета» (2000) — привертає увагу до проблем адаптації людини до інопланетних умов. У сучасних фільмах, як «Марсіянин» (2015) Рідлі Скотта, використовується реалістична наука і технології, які роблять Марс досяжним. Дослідник Томас Кент Міллер у своїй книзі «Mars in the Movies» підкреслює вплив фільмів про Марс на культурний дискурс і науково-фантастичний жанр загалом, показуючи, як із часом змінювалися уявлення про планету — від місця небезпеки до потенційного нового дому для людства.

### Музика
Найвідоміший твір, натхненний Марсом — це «Марс, провісник війни» англійського композитора Густава Голста (1914). Голст використовує потужні ритми, що символізують агресію, завдяки чому цей твір став асоціюватися з космічною і військовою темами в музиці. Джон Вільямс запозичив її мотиви у створенні знаменитого «Маршу Імперії» «Зоряних воєн». Пісня «Життя на Марсі?» (1971) Девіда Боуї ставить питання про існування життя на Марсі. «Марсіанська симфонія» Бенджаміна Іббетта є сучасною оркестровою роботою, що використовує справжні записи звуків із Марса, шум марсіанського вітру та дані з марсохода «Персеверанс».

## Аматорські спостереження
Оскільки орбіта Марса є ексцентричною, її видима зоряна величина може змінюватися від −3,0 до −1,4, коли Марс знаходиться на протилежному боці від Сонця (в опозиції). Коли планета знаходиться на одній орієнтації з Сонцем, мінімальна яскравість становить +1,6. Коли Марс знаходиться найдальше від Землі, він більш ніж у сім разів далі, ніж коли він знаходиться найближче. При несприятловому розташуванні планети, Марс може зникати з-під світла Сонця на кілька місяців. Найсприятливіший час для спостережень настає кожні 15—17 років. Цей час знаний як перигелійне протистояння, що відбувається, коли Марс майже одночасно знаходиться в протистоянні із Землею та в перигелії з Сонцем. Марс обертається один раз за 24 години 37 хвилин, тому для огляду всієї поверхні Марса з певного місця на Землі потрібно близько трьох тижнів.
Марс починає свій період ретроградного руху, коли він знаходиться на протилежному боці від Сонця. Тривалість ретроградного руху становить приблизно 72 дні. Марс досягає максимальної яскравості в середині цього руху.

## Галерея

Анімація, що показує Марс з MER-B («Оппортьюніті»)
Анімація обертання Марса при спостереженні із Землі.
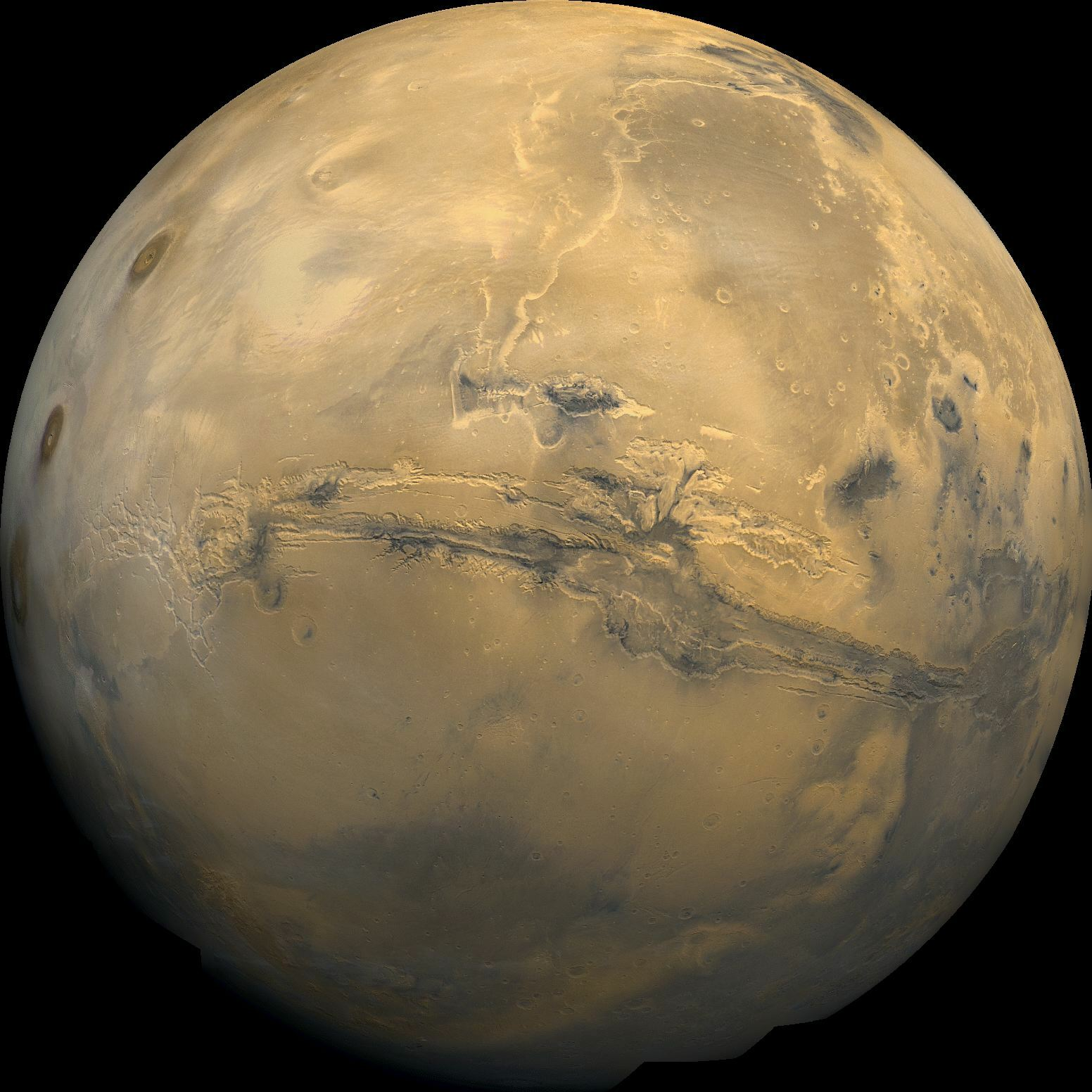
Долини Марінера на Марсі
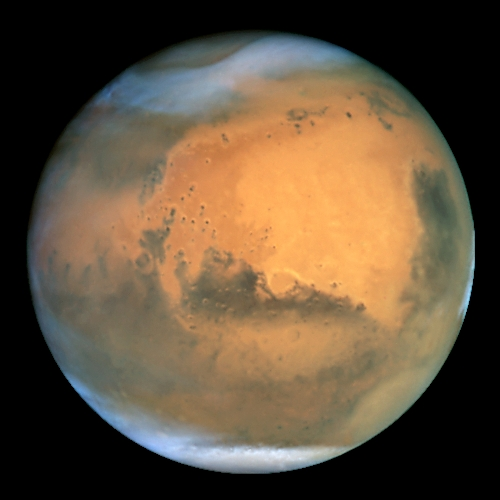
Знімок телескопа «Габбл» у справжніх кольорах
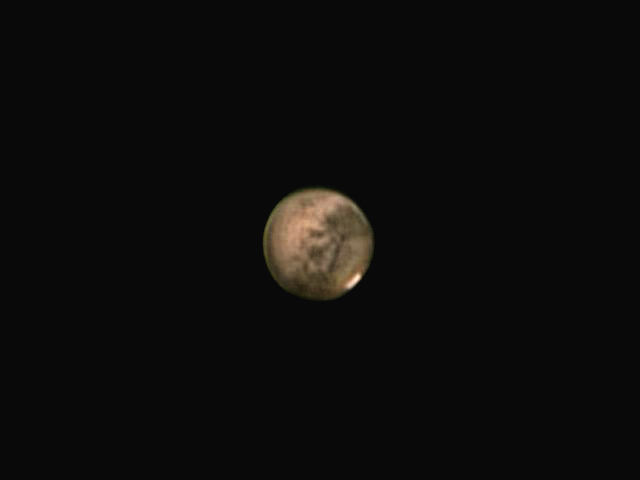
Світлина Марса, зроблена астрономом-аматором
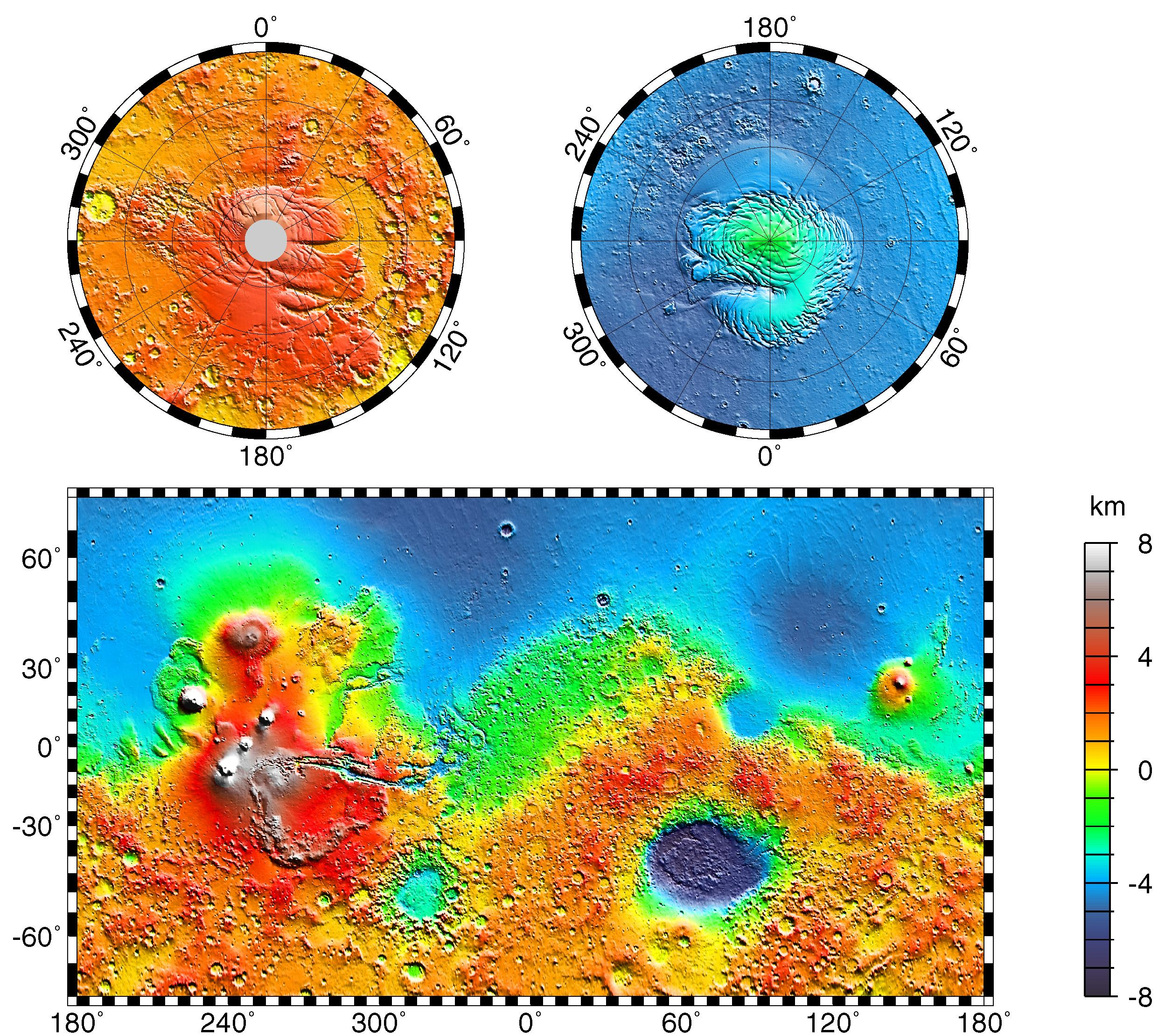
Топографія Марса
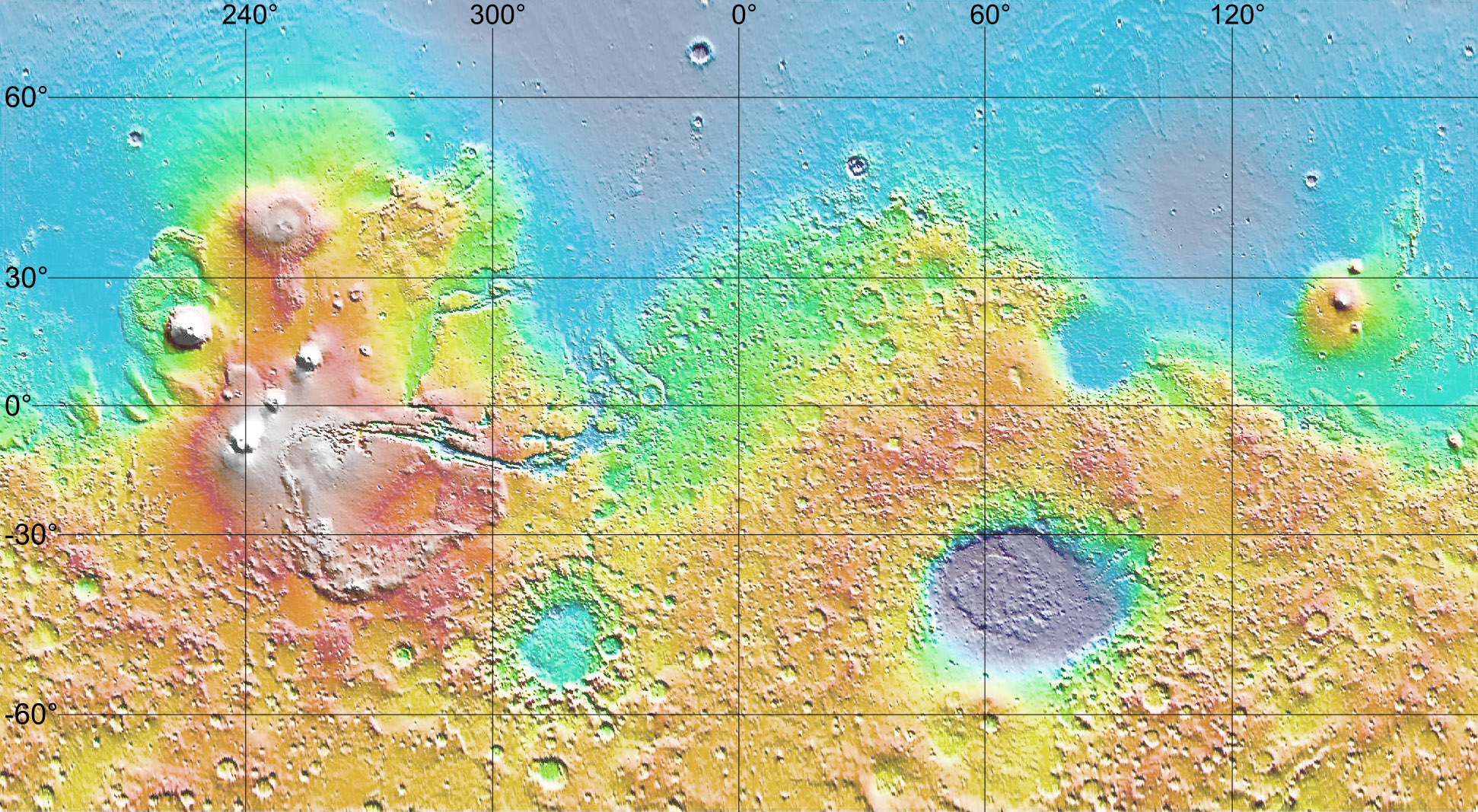
Топографія Марса з незначним контрастом/насиченням
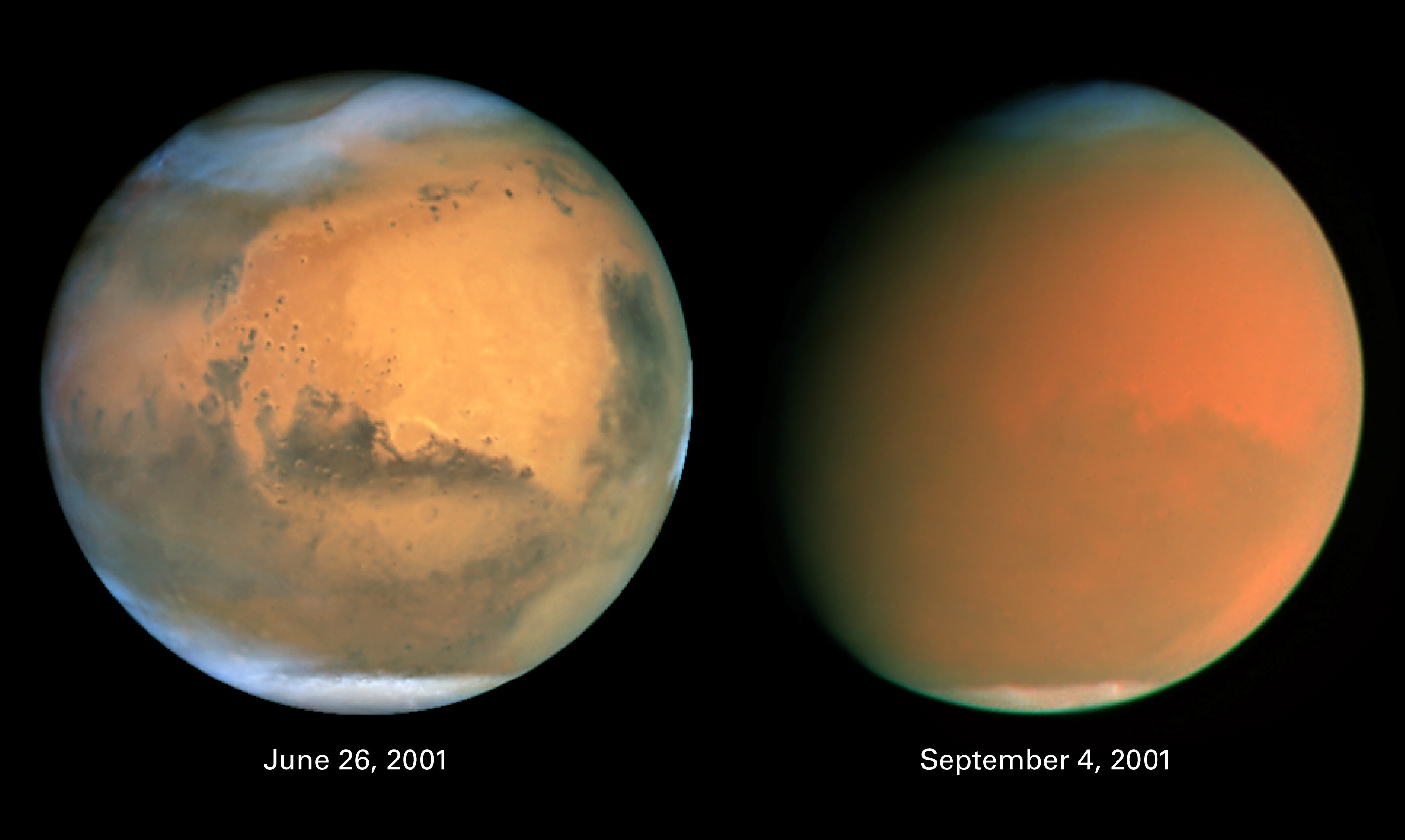
Глобальна пилова буря на Марсі

Пилові вихори, сфотографовані марсоходом «Спіріт» (15 травня 2005 року). Цифри в лівому нижньому куті показують час у секундах від першого кадра.